# Lijst van kerncentrales
De lijst van kernreactoren is een geannoteerde lijst van alle kernreactoren van de wereld, gesorteerd per land. Deze lijst omvat niet de nucleaire voortstuwing van schepen, behalve de installaties aan land.

## Algerije
- Es Salam (de Vrede), 15 MW-reactor voor onderzoek, gelegen in Aïn Oussera, in dienst sinds 1993.
- NUR, bassinreactor voor onderzoek, 1 MW thermisch, gebouwd door het Argentijnse INVAP.

## Antarctica
- Station McMurdo - PM-3A NNPU "Nukey Poo" kerncentrale van de US Navy (in 1962 operationeel, 1972 stilgelegd, volledig ontmanteld in 1979)

## Argentinië

### Reactoren elektriciteitscentrale
- Kerncentrale Atucha
  - Atucha I, PHWR, 335 MWe
  - Atucha II (in aanbouw), PHWR, 692 MWe
  - Atucha III: in 2010 werd het contract ondertekend met AECL ACR-1000 van 1500 MWe
- Kerncentrale Embalse, een eenheid van 600 MWe PHWR (CANDU-Reactor)

### Onderzoeksreactoren
Alle reactoren zijn eigendom van en worden geëxploiteerd door de Nationale Commissie voor Atoomenergie behalve als anders staat aangegeven.
- RA-0, bouwjaar 1964, 0,01 kWth, tanktype, eigendom van en geëxploiteerd door de Nationale Universiteit van Córdoba
- RA-1 Enrico Fermi, bouwjaar 1957, 40 kWth, tanktype.
- RA-2, bouwjaar 1965, 0,03 kWth, kritische opstelling-type (stilgelegd op 1 september 1983)
- RA-3 gebouwd 1963, 5,000 kWth, bassinreactor
- RA-4 (voormalige SUR-100), bouwjaar 1971, HOMOG-type, eigendom van en wordt geëxploiteerd door de Nationale Universiteit van Rosario
- RA-6, bouwjaar 1978, 500 kWth, bassinreactor.
- RA-8, bouwjaar 1986, 0,01 kWth, kritische opstelling-type (uitgeschakeld)
- CAREM, in aanbouw in de nabijheid van Atucha I

## Armenië
- Kerncentrale Metsamor - Twee VVER-440 Model V230-reactoren (Russische), een operationeel, een afgesloten in 1989

## Australië
- HIFAR (10 MWth), te Lucas Heights, New South Wales, produceerde radionucliden voor de diagnose en behandeling van onder meer kanker en hart- en vaatziekten (circa een half miljoen doses per jaar). De reactor werd op 26 januari 1958 voor het eerst kritisch en werd ontmanteld in januari 2007. De ontmanteling zal in totaal 10 jaar in beslag zal nemen.
- MOATA, reactor in de Argonaut-klasse van 100 kW thermisch, permanent gesloten.
- HIFAR is vervangen door de OPAL-reactor gebouwd door de Argentijnse INVAP. Deze faciliteit werd voor het eerst kritisch om 23:25 op 12 augustus 2006.

## Bangladesh
- In Savar - TRIGA Mark II, Atomic Energy Research Establishment (geïnstalleerd in 1986)

## België

### Reactoren elektriciteitscentrale
- Kerncentrale Doel te Doel - 4 PWR-reactoren, totale vermogen van 2911 MWe
  - Doel 1: 433 MWe (1975)
  - Doel 2: 433 MWe (1975)
  - Doel 3: 1006 MWe (1982), in 2022 stilgelegd
  - Doel 4: 1039 MWe (1985)
- Kerncentrale van Tihange te Hoei - 3 PWR-reactoren, totale vermogen van 3024 MWe
  - Tihange 1: 962 MWe (1975)
  - Tihange 2: 1008 MWe (1983), in 2023 stilgelegd
  - Tihange 3: 1046 MWe (1985)

### Onderzoeksreactoren
- Mol
  - BR-1 – onderzoeksreactor
  - BR-2 – onderzoeksreactor
  - BR-3 – PWR-reactor (ontmanteld)
  - VENUS – nulvermogen onderzoeksreactor, omgebouwd tot prototype MYRRHA
  - MYRRHA – loodgekoelde reactor in opbouw
- Gent
  - Thetis-proefreactor – onderzoeksreactor Universiteit Gent (ontmanteld)

## Brazilië

### Reactoren elektriciteitscentrale
- Kerncentrale Angra
  - Angra-1 - PWR-reactor van 626 MWe Net CNAA-Central, commercieel actief sinds januari 1985
  - Angra-2 - PWR-reactor van 1275 MWe Net CNAA-Central, commercieel actief sinds februari 2001

### Onderzoeksreactoren
- In São Paulo – IEA-R1 – Pool-type reactor, 5 MW – IPEN-Instituto de Pesquisas Energéticas e Nucleares, São Paulo, actief sinds 16 september 1957
- In Belo Horizonte – IPR-R1 – TRIGA Mark I, 250 kW - CDTN-Centro de Desenvolvimento de Tecnologia Nuclear, Belo Horizonte, actief sinds 6 november 1960
- In Rio de Janeiro – ARGONAUTA - reactor in de Argonaut-klasse, 100 kW - IEN-Instituto de Engenharia Nucleaire, actief sinds 20 februari 1965
- In São Paulo – IPEN/MB-01 - kritische opstelling-type, 0,1 kW - IPEN-Instituto de Pesquisas Energéticas e Nucleares, actief sinds 9 november 1988

## Bulgarije
- Kerncentrale Kozloduy te Kozloduy, 6 reactoren:
  - BLOK 1 - 440 MW (buiten gebruik) VVER-440/230
  - BLOK 2 – 440 MW (buiten gebruik) VVER-440/230
  - BLOK 3 – 440 MW (buiten gebruik) VVER-440/230
  - BLOK 4 – 440 MW (buiten gebruik) VVER-440/230
  - BLOK 5 – 1000 MW VVER-1000
  - BLOK 6 – 1000 MW VVER-1000
- Kerncentrale Belene te Belene, 2 reactoren in aanbouw:
  - BELENE 1 – 1000 MW (geplande voltooiing in 2013) VVER-1000
  - BELENE 2 – 1000 MW (geplande voltooiing in 2014) VVER-1000
- In Sofia – IRT-onderzoeksreactor, gesloten in 1987

## Canada
- Kerncentrale Pickering-A te Pickering van Ontario Power Generation
  - UNIT 1 – 515 MW CANDU
  - UNIT 2 – 515 MW CANDU (buiten gebruik)
  - UNIT 3 – 515 MW CANDU (buiten gebruik)
  - UNIT 4 – 515 MW CANDU
- Kerncentrale Pickering-B te Pickering van Ontario Power Generation
  - UNIT 5 – 516 MW CANDU
  - UNIT 6 – 516 MW CANDU
  - UNIT 7 – 516 MW CANDU
  - UNIT 8 – 516 MW CANDU
- Kerncentrale Darlington te Clarington van Ontario Power Generation
  - UNIT 1 – 881 MW CANDU
  - UNIT 2 – 881 MW CANDU
  - UNIT 3 – 881 MW CANDU
  - UNIT 4 – 881 MW CANDU
- Kerncentrale Bruce A te Inverhuron en Tiverton van Bruce Power
  - UNIT 1 – 750 MW CANDU (in renovatie)
  - UNIT 2 – 750 MW CANDU (in renovatie)
  - UNIT 3 – 750 MW CANDU
  - UNIT 4 – 750 MW CANDU
- Kerncentrale Bruce B te Inverhuron en Tiverton van Bruce Power
  - UNIT 1 – 785 MW CANDU
  - UNIT 2 – 820 MW CANDU
  - UNIT 3 – 785 MW CANDU
  - UNIT 4 – 785 MW CANDU
  - 2 nieuwe nog te bouwen 785 MW CANDU-reactoren (2013).
  - Nuclear Power Demonstrator (Rolphton, Ontario) 1 ontmanteld prototype
  - Douglas Point (Tiverton, Ontario) 1 ontmanteld groot prototype
- Kerncentrale Gentilly te Bécancour van Hydro-Québec
  - UNIT 1 – 275 MW CANDU-BWR (gesloten in 1977)
  - UNIT 2 – 675 MW CANDU-6 (op 29 december 2012 gesloten)
- Kerncentrale Point Lepreau te Point Lepreau van NB Power
  - UNIT 1 – 635 MW CANDU-6 (in renovatie)

### Onderzoeksreactoren
- Chalk River Laboratories te Ontario
  - MMIR-1 - MAPLE-klassereactor voor de productie van medische isotopen - gebouwd, onvolledige inbedrijfstelling, geen exploitatievergunning
  - MMIR-2 - MAPLE-klassereactor voor de productie van medische isotopen - gebouwd, onvolledige inbedrijfstelling, geen exploitatievergunning
  - NRU - 135 MW-reactor gebruikt voor onderzoek en productie van medische isotopen
  - NRX-reactor – (1947–1992) Een van de hoogste fluxreactoren in de wereld tot de sluiting
  - SLOWPOKE-1 prototype, verhuisde naar de Universiteit van Toronto, later opgewaardeerd tot Slowpoke-2, ontmanteld
  - PTR-reactor – pool test-reactor, gesloten in 1990
  - ZED-2 – zero-energy-reactor
  - ZEEP – De eerste kernreactor in Canada en de eerste buiten de Verenigde Staten
- Whiteshell Laboratories te Pinawa, Manitoba
  - WR-1 - Autonoom afgekoelde reactor in de CANDU-klasse
  - SDR - Slowpoke demonstratiereactor; SLOWPOKE-3 klasse reactor, gesloten in 1989
- Dalhousie University te Halifax, SLOWPOKE-2 klasse reactor - buiten gebruik gesteld in 2009; ontmanteld in 2011
- Kanata, SLOWPOKE-2 klasse reactor (gesloten in 1989)
- Tunney's Pasture te Ottawa, SLOWPOKE-2 klasse reactor prototype?, gesloten in 1984
- École Polytechnique de Montréal te Montréal, SLOWPOKE-2 klasse reactor
- McMaster Nuclear Reactor van de McMaster University te Hamilton, 5 MWth MTR-klasse reactor
- Royal Military College of Canada te Kingston, SLOWPOKE-2 klasse reactor
- Saskatchewan Research Council te Saskatoon, SLOWPOKE-2 klasse reactor
- Universiteit van Alberta te Edmonton, SLOWPOKE-2 klasse reactor
- Universiteit van Toronto te Toronto, SLOWPOKE-2 klasse reactor, gesloten in 2001

## Chili
- RECH 1 - Bassinreactor, 5 MW thermisch vermogen, MTR - Comisión Chilena de Energía Nuclear, Santiago, in gebruik genomen in 1974
- RECH 2 - Bassinreactor, 10 MW thermisch vermogen, MTR - Comisión Chilena de Energía Nuclear, Santiago, in gebruik genomen in 1977, gerenoveerd in 1989

## China
- Kerncentrale Daya Bay, gelegen aan de Dayabaai
  - Daya Bay 1 (Guangdong 1), type PWR, netto 944 MWe / bruto 984 MWe, start bouw op 7 augustus 1987, aangesloten op elektriciteitsnet op 31 augustus 1993
  - Daya Bay 2 (Guangdong 2), type PWR, netto 944 MWe / bruto 984 MWe, start bouw op 7 april 1988, aangesloten op elektriciteitsnet op 7 februari 1994
- Kerncentrale Ling Ao, gelegen op het schiereiland Dapengbandao
  - Ling'ao 1-1 (Lingao A), type PWR, netto 938 MWe / bruto 990 MWe, start bouw op 15 mei 1997, aangesloten op elektriciteitsnet op 26 februari 2002
  - Ling'ao 1-2 (Lingao B), type PWR, netto 938 MWe / bruto 990 MWe, start bouw op 28 november 1997, aangesloten op elektriciteitsnet op 15 december 2002
  - Ling'ao 2-1, type CPR-1000 PWR, netto 938 MWe / bruto 990 MWe, start bouw op 15 december 2005, aangesloten op elektriciteitsnet op 15 juli 2010
- Kerncentrale Qinshan te Qinshan
  - Qinshan 1 (voorheen Qinshan), type CNP-300, netto 279 MWe / bruto 300 MWe, start bouw op 20 maart 1985, aangesloten op elektriciteitsnet op 15 december 1991
  - Qinshan 2-1 (voorheen Qinshan 2), type CNP-600, netto 610 MWe / bruto 642 MWe, start bouw op 2 juni 1996, aangesloten op elektriciteitsnet op 6 februari 2002
  - Qinshan 2-2 (voorheen Qinshan 3), type CNP-600, netto 610 MWe / bruto 642 MWe, start bouw op 1 april 1997, aangesloten op elektriciteitsnet op 11 maart 2004
  - Qinshan 2-3, type CNP-600, netto 610 MWe / bruto 642 MWe, start bouw op 28 maart 2006, aangesloten op elektriciteitsnet op 1 augustus 2010
  - Qinshan 3-1, type CANDU 6, netto 665 MWe / bruto 728 MWe, start bouw op 8 juni 1998, aangesloten op elektriciteitsnet op 19 november 2002
  - Qinshan 3-2, type CANDU 6, netto 665 MWe / bruto 728 MWe, start bouw op 25 september 1998, aangesloten op elektriciteitsnet op 12 juni 2003
- Kerncentrale Tianwan
  - Tianwan 1 (Lianyungang), type VVER-1000, netto 1000 MWe / bruto 1060 MWe, start bouw op 20 oktober 1999, aangesloten op elektriciteitsnet op 12 mei 2006
  - Tianwan 2 (Lianyungang), type VVER-1000, netto 1000 MWe / bruto 1060 MWe, start bouw op 20 oktober 2000, aangesloten op elektriciteitsnet op 14 mei 2007

### In aanbouw / planning
- Qinshan 2-4, type CNP-600, netto 610 MWe / bruto 642 MWe, start bouw in 2007
- Kerncentrale Changjiang in de Autonome Li Prefectuur Changjiang:
  - Changjiang 1: CNP-600 PWR-reactor, 600 MW, start bouw in 2010
  - Changjiang 2: CNP-600 PWR-reactor, 600 MW, start bouw in 2010
  - Changjiang 3: CNP-600 PWR-reactor, 600 MW, gepland
  - Changjiang 4: CNP-600 PWR-reactor, 600 MW, gepland
- Kerncentrale Fangchenggang te Fangchenggang:
  - 1: CPR-1000 PWR-reactor, 1.000 MWe, start bouw in 2010
- Kerncentrale Fangjiashan te Fangjiashan, ... reactoren:
  - Fangjiashan 1: CPR-1000 PWR-reactor, 1.000 MWe, start bouw in 2008
  - Fangjiashan 2: CPR-1000 PWR-reactor, 1.000 MWe, start bouw in 2009
- Kerncentrale Fuqing te Fuqing:
  - Fuqing 1: CPR-1000 PWR-reactor, 1.000 MWe, start bouw in 2008
  - Fuqing 2: CPR-1000 PWR-reactor, 1.000 MWe, start bouw in 2009
  - Fuqing 3: CPR-1000 PWR-reactor, 1.000 MWe, start bouw in 2010
- Kerncentrale Haiyang te Haiyang:
  - Haiyang 1: AP1000 PWR-reactor, 1.000 MWe, start bouw in 2009
  - Haiyang 2: AP1000 PWR-reactor, 1.000 MWe, start bouw in 2010
- Kerncentrale Hongyanhe te Wafangdian:
  - Hongyanhe 1: CPR-1000 PWR-reactor, 1.000 MWe, start bouw in 2007
  - Hongyanhe 2: CPR-1000 PWR-reactor, 1.000 MWe, start bouw in 2008
  - Hongyanhe 3: CPR-1000 PWR-reactor, 1.000 MWe, start bouw in 2009
  - Hongyanhe 4: CPR-1000 PWR-reactor, 1.000 MWe, start bouw in 2009
- Ling'ao 2-2 gelegen op het schiereiland Dapengbandao, 1 CPR-1000 PWR-reactor, 1.000 MWe, start bouw in 2006
- Kerncentrale Ningde te Ningde:
  - Ningde 1: CPR-1000 PWR-reactor, 1.000 MWe, start bouw in 2008
  - Ningde 2: CPR-1000 PWR-reactor, 1.000 MWe, start bouw in 2008
  - Ningde 3: CPR-1000 PWR-reactor, 1.000 MWe, start bouw in 2010
  - Ningde 4: CPR-1000 PWR-reactor, 1.000 MWe, start bouw in 2010
- Kerncentrale Sanmen te Sanmen:
  - Sanmen 1: AP1000 PWR-reactor, 1.000 MWe, start bouw in 2009
  - Sanmen 2: AP1000 PWR-reactor, 1.000 MWe, start bouw in 2009
- Kerncentrale Taishan te Taishan:
  - Taishan 1: EPR-reactor, 1.700 MWe, start bouw in 2009 (in dienst december 2018)
  - Taishan 2: EPR-reactor, 1.700 MWe, start bouw in 2010 (in dienst september 2019)
- Kerncentrale Yangjiang te Yangjiang:
  - Yangjiang 1: CPR-1000 PWR-reactor, 1.000 MWe, start bouw in 2008
  - Yangjiang 2: CPR-1000 PWR-reactor, 1.000 MWe, start bouw in 2009
  - Yangjiang 3: CPR-1000 PWR-reactor, 1.000 MWe, start bouw in 2010

## Colombia
- In Bogotá, TRIGA-reactor, Instituut voor Nucleaire Wetenschappen (geïnstalleerd in 1997)

## Congo-Kinshasa
- TRICO I – TRIGA-reactor, Universiteit van Kinshasa te Kinshasa (gesloten in 1970)
- TRICO II – TRIGA-reactor, Universiteit van Kinshasa te Kinshasa

## Cuba
- Kerncentrale Juragua te Cienfuegos: bouw van twee 417 MW VVER-440 V213-reactoren opgeschort in 1992 na de ineenstorting van de Sovjet-Unie

## Denemarken
- DR-3 van Risø DTU, DIDO-klasse experimentele reactor, permanent gesloten in 2000
- DR-2 van Risø DTU, experimentele reactor, gesloten in 1975
- DR-1 van Risø DTU, experimentele reactor, permanent gesloten in 2001

## Duitsland

### Reactoren elektriciteitscentrale
- Kerncentrale Emsland in district Emsland, 1 PWR-reactor, 1290 MWe, actief in 1988 en commercieel in gebruik sinds 1988 en in april 2023 gesloten.
- Kerncentrale Isar te Landshut, 2 reactoren:
  - Isar 1: BWR-reactor, 870 MWe, actief in 1977 en commercieel in gebruik sinds 1979, in 2011 stilgelegd
  - Isar 2: PWR-reactor, 1330 MWe, actief in 1988 en commercieel in gebruik sinds 1988, in 2023 stilgelegd
- Kerncentrale Neckarwestheim te Neckarwestheim, 2 reactoren:
  - Neckar 1: PWR-reactor, 785 MWe, actief in 1976 en commercieel in gebruik sinds 1976, in 2011 stilgelegd
  - Neckar 2: PWR-reactor, 1269 MWe, actief in 1988 en commercieel in gebruik sinds 1989, in 2023 stilgelegd

### Onderzoeksreactoren
- AKR II, Ausbildungskernreaktor II, Technische Universität Dresden, in dienst sinds 2005
- BER II, Berliner-Experimentier-Reaktor II, in dienst sinds 1990
- FRG-1 (GKSS Research Center), Geesthacht, in dienst sinds 1958
- FRM II, Technische Universität München, in dienst sinds 2004
- FRMZ, TRIGA van de Universiteit van Mainz, instituut van de nucleaire scheikunde, in dienst sinds 1965
- Wendelstein 7-X

### Gesloten
- Kerncentrale Biblis te Biblis, 2 reactoren:
  - Biblis A: PWR-reactor, 1146 MWe, actief in 1974 en commercieel in gebruik sinds 1975, in 2011 stilgelegd
  - Biblis B: PWR-reactor, 1240 MWe, actief in 1976 en commercieel in gebruik sinds 1977, in 2011 stilgelegd
- Kerncentrale Brokdorf te Brokdorf: 1 PWR-reactor, 1326 MWe, actief en commercieel in gebruik sinds 1986, in 2021 stilgelegd
- Kerncentrale Brunsbüttel te Brunsbüttel: 1 BWR-reactor, 771 MWe, actief in 1976 en commercieel in gebruik sinds 1977, in 2011 stilgelegd
- Onderzoekskerncentrale Jülich te Jülich
- Forschungsreaktor 2 (FR2) te Karlsruhe, onderzoekskerncentrale
- Kerncentrale Greifswald te Greifswald, VVER-440-reactor, Greifswald-1 t/m 4 stilgelegd in 1990, Greifswald-5 niet voltooid
- Kerncentrale Grafenrheinfeld te Grafenrheinfeld, 1 PWR-reactor, 1275 MWe, actief in 1981 en commercieel in gebruik sinds 1982, in 2015 stilgelegd
- Kerncentrale Grohnde te Hamelen-Pyrmont, 1 PWR-reactor, 1325 MWe, actief in 1984 en commercieel in gebruik sinds 1985, in 2021 stilgelegd
- Kerncentrale Gundremmingen te Gundremmingen, 3 inactieve reactoren:
  - Gundremmingen-A van kerncentrale Gundremmingen te Gundremmingen, stilgelegd in 1977, gesloten in 1980
  - Gundremmingen-B: BWR-reactor, actief in 1984 en commercieel in gebruik sinds 1984, gesloten eind 2017[1]
  - Gundremmingen-C: BWR-reactor, actief in 1984 en commercieel in gebruik sinds 1985, in 2021 stilgelegd
- Kerncentrale Hamm te Hamm-Uentrop, THTR-300, stilgelegd in 1988
- Kerncentrale Kahl te Karlstein am Main, commercieel in bedrijf in 1961, stilgelegd in 1985
- Kerncentrale Krümmel te Geesthacht: 1 BWR-reactor, 1260 MWe, actief in 1983 en commercieel in gebruik sinds 1984, in 2011 stilgelegd
- Kerncentrale Lingen te Lingen, stilgelegd in 1977
- Kerncentrale Mülheim-Kärlich te Mülheim-Kärlich, commercieel in bedrijf sinds 1987, stilgelegd in 1988 als gevolg van mogelijke gevaren
- Kerncentrale Niederaichbach te Niederaichbach, stilgelegd in 1974
- Kerncentrale Obrigheim te Obrigheim, stilgelegd in 2005
- Kerncentrale Philippsburg te Philippsburg, 2 reactoren:
  - Philippsburg 1: BWR-reactor, 864 MWe, actief in 1979 en commercieel in gebruik sinds 1980, in 2011 stilgelegd
  - Philippsburg 2: PWR-reactor, 1336 MWe, actief in 1984 en commercieel in gebruik sinds 1985, in 2019 stilgelegd[2]
- Kerncentrale Rheinsberg te Rheinsberg, type VVER-70 (Russisch), stilgelegd in 1990
- Kerncentrale Stade te Stade, stilgelegd in 2003
- Kerncentrale Unterweser te Nordenham, 1 PWR-reactor, 1255 MWe, actief in 1978 en commercieel in gebruik sinds 1979, in 2011 stilgelegd
- Kerncentrale Würgassen te Würgassen, stilgelegd in 1994

### Nooit in gebruik genomen
- Kweekreactor Kalkar in Kalkar, start bouw 1970, na protest en vertraging nooit voltooid
- Kerncentrale Stendal nabij Stendal, Start bouw 1982, na de Duitse hereniging stilgelegd en nooit meer opgestart
- In Wyhl am Kaiserstuhl, start bouw 1973, 1977 stilgelegd vanwege het lange verzet van de lokale bevolking en milieuactivisten

## Egypte
- Inshas Nuclear Research Center
  - ETTR-1, 2 MW LWR geleverd door de Sovjet-Unie in 1958
  - ETTR-2, 22 MW-reactor geleverd door de Argentijnse INVAP in 1998

## Estland
- In Paldiski: 2 PWR marine training reactoren, ontmanteld

## Filipijnen
- PRR-1 - 3 MW TRIGA-converted reactor in Quezon City. Beheerd door het Philippine Nuclear Research Institute (voorheen Philippine Atomic Energy Commission). Actief in 1963, reactorconverie in 1984, wederom actief na conversie in 1988, gesloten in 1988.
- Kerncentrale Bataan te Bataan, 620 MWe, in 1984 voltooid, nooit in gebruik genomen.

## Finland

### Reactoren elektriciteitscentrale
- Kerncentrale Loviisa
  - Loviisa 1: VVER-440/213 PWR-reactor, 488 MW
  - Loviisa 2: VVER-440/213 PWR-reactor, 488 MW
- Kerncentrale Olkiluoto
  - Olkiluoto 1: 860 MWe BWR-reactor
  - Olkiluoto 2: 860 MWe BWR-reactor
  - Olkiluoto 3: 1650 MWe EPR-reactor
  - Olkiluoto 4: gepland
- Kerncentrale Hanhikivi (gepland)

### Onderzoeksreactoren
- In Espoo, TRIGA Mark II, Rijksinstituut voor Technisch Onderzoek (geïnstalleerd 1962)

## Frankrijk

### Reactoren elektriciteitscentrales
- Kerncentrale Belleville te Belleville-sur-Loire, 2 reactoren:
  - Belleville 1: 1310 MWe PWR-reactor
  - Belleville 2: 1310 MWe PWR-reactor
- Kerncentrale Blayais te Blaye, 4 reactoren:
  - Blayais 1: 910 MWe PWR-reactor
  - Blayais 2: 910 MWe PWR-reactor
  - Blayais 3: 910 MWe PWR-reactor
  - Blayais 4: 910 MWe PWR-reactor
- Kerncentrale Bugey te Saint-Vulbas, 1 inactieve en 4 actieve reactoren:
  - Bugey 1: UNGG-reactor, gebouwd in 1965-1972, commercieel in gebruik per 1 juli 1972, gesloten op 27 mei 1994, wordt ontmanteld
  - Bugey 2: PWR-reactor, 910 MW, gebouwd in 1972-1978, commercieel in gebruik per 1 maart 1979
  - Bugey 3: PWR-reactor, 910 MW, gebouwd in 1973-1978, commercieel in gebruik per 1 maart 1979
  - Bugey 4: PWR-reactor, 880 MW, gebouwd in 1974-1979, commercieel in gebruik per 1 juli 1979
  - Bugey 5: PWR-reactor, 880 MW, gebouwd in 1974-1979, commercieel in gebruik per 30 januari 1980
- Kerncentrale Cattenom te Cattenom, 4 reactoren:
  - Cattenom 1: PWR-reactor, 1300 MW, gebouwd in 1979-1991
  - Cattenom 2: PWR-reactor, 1300 MW, gebouwd in 1979-1991
  - Cattenom 3: PWR-reactor, 1300 MW, gebouwd in 1979-1991
  - Cattenom 4: PWR-reactor, 1300 MW, gebouwd in 1979-1991
- Kerncentrale Chinon te Avoine, 4 actieve en 3 inactieve reactoren:
  - Chinon A1: Magnox-reactor (UNGG), 70 MW, gebouwd in 1957-1963, commercieel in gebruik sinds 1964, in 1973 gesloten
  - Chinon A2: Magnox-reactor (UNGG), 210 MW, gebouwd in 1959-1965, commercieel in gebruik sinds 1965, in 1985 gesloten
  - Chinon A3: Magnox-reactor (UNGG), 480 MW, gebouwd in 1961-1966, commercieel in gebruik sinds 1966, in 1990 gesloten
  - Chinon B1: PWR-reactor, 905 MW, gebouwd in 1977-1982, commercieel in gebruik sinds 1984
  - Chinon B2: PWR-reactor, 905 MW, gebouwd in 1977-1983, commercieel in gebruik sinds 1984
  - Chinon B3: PWR-reactor, 905 MW, gebouwd in 1980-1986, commercieel in gebruik sinds 1987
  - Chinon B4: PWR-reactor, 905 MW, gebouwd in 1981-1987, commercieel in gebruik sinds 1988
- Kerncentrale Chooz te Chooz, 1 inactieve en 2 actieve reactoren:
  - Chooz - A (Ardennes): PWR-reactor, 310 MW, gebouwd in 1962-1967, commercieel in gebruik sinds 1967, in 1991 gesloten
  - Chooz - B 1: PWR-reactor, 1500 MW, gebouwd in 1984-1996, commercieel in gebruik sinds 2000
  - Chooz - B 2: PWR-reactor, 1500 MW, gebouwd in 1985-1997, commercieel in gebruik sinds 2000
- Kerncentrale Civaux te Civaux, 2 reactoren:
  - Civaux-1: PWR-reactor, 1495 MW, gebouwd in 1988-1997, commercieel in gebruik sinds 2002
  - Civaux-2: PWR-reactor, 1495 MW, gebouwd in 1991-1999, commercieel in gebruik sinds 2002
- Kerncentrale Cruas te Cruas, 4 reactoren:
  - Cruas 1: PWR-reactor, 900 MW
  - Cruas 2: PWR-reactor, 900 MW
  - Cruas 3: PWR-reactor, 900 MW
  - Cruas 4: PWR-reactor, 900 MW
- Kerncentrale Dampierre te Dampierre-en-Burly, 4 reactoren:
  - Dampierre 1: PWR-reactor, 890 MW
  - Dampierre 2: PWR-reactor, 890 MW
  - Dampierre 3: PWR-reactor, 890 MW
  - Dampierre 4: PWR-reactor, 890 MW
- Kerncentrale Fessenheim te Fessenheim, 2 reactoren, de oudste operationele PWR-reactoren in Frankrijk:
  - Fessenheim 1: PWR-reactor, 890 MWe, start bouw in 1970
  - Fessenheim 2: PWR-reactor, 890 MWe, start bouw in 1970
- Kerncentrale Flamanville te Flamanville, 2 actieve reactoren:
  - Flamanville 1: PWR-reactor, 1300 MWe, in gebruik sinds 1986
  - Flamanville 2: PWR-reactor, 1300 MWe, in gebruik sinds 1987
  - Flamanville 3: EPR-reactor (PWR), 1750 MWe, start bouw in 2007
- Kerncentrale Golfech te Golfech, 2 reactoren:
  - Golfech 1: PWR-reactor, 1310 MWe, start bouw in 1982, in gebruik sinds 1991
  - Golfech 2: PWR-reactor, 1310 MWe, start bouw in 1982, in gebruik sinds 1991
- Kerncentrale Grevelingen te Grevelingen, 6 reactoren:
  - Grevelingen B1: PWR-reactor, 910 MWe, actief en commercieel in gebruik sinds 1980
  - Grevelingen B2: PWR-reactor, 910 MWe, actief en commercieel in gebruik sinds 1980
  - Grevelingen B3: PWR-reactor, 910 MWe, actief in 1980 en commercieel in gebruik sinds 1981
  - Grevelingen B4: PWR-reactor, 910 MWe, actief en commercieel in gebruik sinds 1981
  - Grevelingen C5: PWR-reactor, 910 MWe, actief in 1984 en commercieel in gebruik sinds 1985
  - Grevelingen C6: PWR-reactor, 910 MWe, actief en commercieel in gebruik sinds 1985
- Kerncentrale Nogent te Nogent-sur-Seine, 2 reactoren:
  - Nogent 1: PWR-reactor, 1310 MWe, actief in 1987 en commercieel in gebruik sinds 1988
  - Nogent 2: PWR-reactor, 1310 MWe, actief in 1988 en commercieel in gebruik sinds 1989
- Kerncentrale Paluel te Paluel, 4 reactoren:
  - Paluel 1: PWR-reactor, 1330 MWe, actief in 1984 en commercieel in gebruik sinds 1985
  - Paluel 2: PWR-reactor, 1330 MWe, actief in 1984 en commercieel in gebruik sinds 1985
  - Paluel 3: PWR-reactor, 1330 MWe, actief in 1985 en commercieel in gebruik sinds 1986
  - Paluel 4: PWR-reactor, 1330 MWe, actief in 1986 en commercieel in gebruik sinds 1986
- Kerncentrale Penly te Saint-Martin-en-Campagne en Penly, 2 actieve reactoren en 2 geplande:
  - Penly 1: PWR-reactor, 1330 MWe, actief in 1990 en commercieel in gebruik sinds 1990
  - Penly 2: PWR-reactor, 1330 MWe, actief in 1992 en commercieel in gebruik sinds 1992
  - Penly 3: PWR-reactor, 1450 MWe, gepland
  - Penly 4: PWR-reactor, 1450 MWe, gepland
- Kerncentrale Phénix op het nucleaire terrein Marcoule, 233 MWe kweekreactor
- Kerncentrale Saint-Alban te Saint-Alban-du-Rhône en Saint-Maurice-l'Exil, 2 reactoren:
  - Saint-Alban 1: PWR-reactor, 1335 MWe, actief in 1985 en commercieel in gebruik sinds 1986
  - Saint-Alban 2: PWR-reactor, 1335 MWe, actief in 1986 en commercieel in gebruik sinds 1987
- Kerncentrale Saint-Laurent te Saint-Laurent-Nouan, 2 inactieve en 2 actieve reactoren:
  - Saint-Laurent A1: GCR-reactor (UNGG), 480 MWe, actief in 1969, in 1990 gesloten
  - Saint-Laurent A2: GCR-reactor (UNGG), 515 MWe, actief in 1971, in 1992 gesloten
  - Saint-Laurent B1: PWR-reactor, 880 MWe, actief in 1981 en commercieel in gebruik sinds 1983
  - Saint-Laurent B2: PWR-reactor, 880 MWe, actief in 1981 en commercieel in gebruik sinds 1983
- Kerncentrale Tricastin te Saint-Paul-Trois-Châteaux, Pierrelatte, Bollène en Lapalud, 4 reactoren:
  - Tricastin 1: PWR-reactor, 915 MWe, actief in 1980 en commercieel in gebruik sinds 1980
  - Tricastin 2: PWR-reactor, 915 MWe, actief in 1980 en commercieel in gebruik sinds 1980
  - Tricastin 3: PWR-reactor, 915 MWe, actief in 1980 en commercieel in gebruik sinds 1981
  - Tricastin 4: PWR-reactor, 915 MWe, actief in 1981 en commercieel in gebruik sinds 1981
- Kerncentrale Marcoule te Bagnols-sur-Cèze, 3 inactieve reactoren:
  - Marcoule G1: UNGG-reactor, 2 MW, start bouw in 1955, gesloten in 1968
  - Marcoule G2: UNGG-reactor, 38 MW, start bouw in 1955, commercieel in gebruik sinds 1959, gesloten in 1980
  - Marcoule G3: UNGG-reactor, 40 MW, start bouw in 1956, commercieel in gebruik sinds 1981, gesloten in 1984
- Kerncentrale Brennilis in Finistère, 1 HWGCR-reactor, 70 MW, start bouw in 1962, commercieel in gebruik sinds 1968, gesloten in 1985
- Kerncentrale Superphénix te Creys-Mépieu, 1 FBR-reactor, 1200 MW, start bouw in 1976, gesloten in 1998
- Kerncentrale Plogoff te Plogoff, afgeblazen in 1981
- Kerncentrale Le Carnet, afgeblazen
- Thermos-reactor, 50- tot 100 MW-reactor voor de stadsverwarming van Grenoble, afgeblazen

### Onderzoeksreactoren
- Aan het Institut Laue-Langevin
- Rapsodie in Cadarache
- Zoé (reactor) te Fontenay-aux-Roses

## Griekenland
- GRR-1, 5 MW onderzoeksreactor bij Demokritos Nationaal Centrum voor Wetenschappelijk Onderzoek in Athene.

## Hongarije

### Reactoren elektriciteitscentrale
- Kerncentrale Paks te Paks, 4 reactoren:
  - Paks 1: type VVER-440/V213, 430 MWe, actief in 1982 en commercieel in gebruik sinds 1983
  - Paks 2: type VVER-440/V213, 433 MWe, actief in 1984 en commercieel in gebruik sinds 1984
  - Paks 3: type VVER-440/V213, 433 MWe, actief in 1986 en commercieel in gebruik sinds 1986
  - Paks 4: type VVER-440/V213, 433 MWe, actief in 1987 en commercieel in gebruik sinds 1987

### Onderzoeksreactoren
- In Boedapest aan de Technische Universiteit Boedapest (BME), Institute of Nuclear Techniques – University Research Reactor
- In Boedapest aan het KFKI Atomic Energy Research Institute, 10 MW Budapest Research Reactor
- In Debrecen aan het Instituut voor Nucleair Onderzoek van de Hongaarse Academie van Wetenschappen - 20 MV cyclotron en een 5 MV Van de Graaff-versneller

## India

### Reactoren elektriciteitscentrale
- Kerncentrale Tarapur te Tarapur, 4 reactoren:
  - Tarapur 1: BWR-reactor, 160 MWe, actief in 1969 en commercieel in gebruik sinds 1969
  - Tarapur 2: BWR-reactor, 160 MWe, actief in 1969 en commercieel in gebruik sinds 1969
  - Tarapur 3: PHWR-reactor, 470 MWe, commercieel in gebruik sinds 2006
  - Tarapur 4: PHWR-reactor, 470 MWe, commercieel in gebruik sinds 2005
- Kerncentrale Rajasthan te Kota in de deelstaat Rajasthan, met 6 actieve reactoren:
  - Rajasthan (RAPS) 1: CANDU-reactor (PHWR), 100 MW, gebouwd in 1965-1972, actief in 1973 en commercieel in gebruik sinds 1973
  - Rajasthan (RAPS) 2: PHWR-reactor, 200 MW, gebouwd in 1968-1980, actief in 1973, commercieel in gebruik sinds 1973
  - Rajasthan (RAPS) 3: PHWR-reactor, 220 MW, gebouwd in 1990-2000, actief in 1981, commercieel in gebruik sinds 1981
  - Rajasthan (RAPS) 4: PHWR-reactor, 220 MW, gebouwd in 1990-2000, commercieel in gebruik sinds 2000
  - Rajasthan (RAPS) 5: PHWR-reactor, 220 MW, start bouw in 2002, actief in 2009, commercieel in gebruik sinds 2010
  - Rajasthan (RAPS) 6: PHWR-reactor, 220 MW, start bouw in 2003, commercieel in gebruik sinds 2010
- Kerncentrale Madras te Kalpakkam, 2 reactoren:
  - Madras 1: PHWR-reactor, 220 MW, start bouw in 1971, actief in 1983 en commercieel in gebruik sinds 1984
  - Madras 2: PHWR-reactor, 220 MW, start bouw in 1972, actief in 1985 en commercieel in gebruik sinds 1986
- Kerncentrale Narora te Bulandshahr, 2 reactoren:
  - Narora 1: PHWR-reactor, 220 MW, start bouw in 1976, actief in 1989 en commercieel in gebruik sinds 1991
  - Narora 2: PHWR-reactor, 220 MW, start bouw in 1977, actief in 1992 en commercieel in gebruik sinds 1992
- Kerncentrale Kakrapar te Surat, 2 actieve reactoren:
  - Kakrapar 1: PHWR-reactor, 220 MWe, start bouw in 1984, actief in 1992 en commercieel in gebruik sinds 1993
  - Kakrapar 2: PHWR-reactor, 220 MWe, start bouw in 1985, actief in 1995 en commercieel in gebruik sinds 1995
  - Kakrapar 3: PHWR-reactor, 700 MWe, in aanbouw sinds 2010
  - Kakrapar 4: PHWR-reactor, 700 MWe, in aanbouw sinds 2010
- Kerncentrale Kaiga, 4 actieve reactoren:
  - Kaiga 1: PHWR-reactor, 220 MW, start bouw in 1989, commercieel in gebruik sinds 2000
  - Kaiga 2: PHWR-reactor, 220 MW, start bouw in 1989, commercieel in gebruik sinds 2000
  - Kaiga 3: PHWR-reactor, 220 MW, start bouw in 2002, commercieel in gebruik sinds 2007
  - Kaiga 4: PHWR-reactor, 220 MW, start bouw in 2002, commercieel in gebruik sinds 2011
- Kerncentrale Kudankulam te Koodankulam, 2 reactoren in aanbouw:
  - Kudankulam (KKNPP)-1: type WWER-1000/412, 1000 MW, start bouw in 2002, commercieel in gebruik sinds 2013
  - Kudankulam (KKNPP)-2: type WWER-1000/412, 1000 MW, start bouw in 2002, commercieel in gebruik sinds 2016
  - Kudankulam (KKNPP)-3: type WWER-1000/412, 1000 MW, start bouw in 2016
  - Kudankulam (KKNPP)-4: type WWER-1000/412, 1000 MW, start bouw in 2016
- Prototype Fast Breeder Reactor te Kalpakkam, een snelle kweekreactor van het type FBR, in aanbouw

### Onderzoeksreactoren
- In Trombay aan het Bhabha Atomic Research Center (BARC)
  - Apsara-reactor - 1 MWth, bassinreactor, gemodereerd met licht water, verrijkt uranium brandstof geleverd door Frankrijk
  - CIRUS-reactor - 40 MWth, geleverd door Canada, gemodereerd met zwaar water, maakt gebruik van natuurlijk uranium als brandstof
  - Dhruva-reactor - 100 MWth, gemodereerd met zwaar water, maakt gebruik van natuurlijk uranium als brandstof
- In Kalpakkam aan het Indira Gandhi Centrum voor Atoom-Onderzoek (IGCAR)
  - PFBR - 500 MWe Natrium gekoelde snelle kweekreactor kernreactor in aanbouw. Verwachte oplevering 2011.
  - FBTR - 40 MWth snelle test-kweekreactor, maakt gebruik van gemengde (plutonium en uranium) carbide brandstof
  - KAMINI - 30 kWth, gebruikt uranium-233 als brandstof

## Indonesië
- In Bandung een TRIGA Mark II, 250 kW geïnstalleerd in 1965, 2 MW geïnstalleerd in 1997
- In Yogyakarta een TRIGA Mark II, 100 kW geïnstalleerd in 1979
- In Serpong een SIWABESSY 30 MWth Multi-Purpose Reactor, geïnstalleerd in 1987

## Irak

### Onderzoeksreactoren
- IRT-5000, 5 MWth, stilgelegd in 1991
- Tammuz 1, vernietigd door Israël in 1981
- Tammuz 2, 500 kWth, stilgelegd in 1991

## Iran

### Reactoren elektriciteitscentrales
- Kerncentrale Bushehr te Bushehr, 1 actieve reactoren en 3 geplande:
  - Bushehr 1: type WWER-1000/446, 1.000 MW, start bouw in 1975, commercieel in gebruik sinds 2013
  - Bushehr 2: type WWER-1000/446, 1.000 MW, start bouw in 2011
  - Bushehr 3: type WWER-1000/446, 1.000 MW, bouw nog niet gestart
  - Bushehr 4: type WWER-1000/446, 1.000 MW, bouw nog niet gestart
- Kerncentrale Darkhovin te Ahvaz, heeft nog geen actieve reactoren:
  - Darkhovin: PWR-reactor, 360 MW
  - Estehlal-1: PWR-reactor, 300 MW, afgeblazen
  - Estehlal-2: PWR-reactor, 300 MW, afgeblazen

### Onderzoeksreactoren
- In Teheran een AMF-reactor aan de Tehran Nuclear Research Center, geleverd door de Verenigde Staten in 1967
- In Isfahan aan het Nuclear Technology Center (voornamelijk geleverd door China, [6] )
  - MNSR – 27 kWth Miniature Neutron Source Reactor
  - Light Water Subcritical Reactor (LWSCR)
  - Heavy Water Zero Power Reactor (HWZPR)
  - Graphite Subcritical Reactor (GSCR)
- In Arak de IR-40 Heavy water-moderated Reactor, in aanbouw

## Israël

### Onderzoeks- en productiereactoren
- Negev Nuclear Research Center, EL-102 uranium / zwaar water onderzoeksreactor, oorspronkelijk 24 MWth, geleverd door Frankrijk, operationeel in 1962
- Soreq Nuclear Research Center, 5 MWth, licht water onderzoeksreactor, geleverd door de VS, operationeel in 1960

## Italië

### Reactoren elektriciteitscentrales
- Kerncentrale Garigliano, BWR-reactor, 1 eenheid van 150 MWe, in gebruik sinds 1964–1982
- Kerncentrale Latina te Latina, 1 eenheid Magnox met 160 MWe, in gebruik sinds 1964–1987
- Kerncentrale Enrico Fermi te Trino, 1 PWR-reactor met 260 MWe, in gebruik sinds 1965-1990
- Kerncentrale Caorso te Caorso, 1 BWR-reactor met 860 MWe, in gebruik sinds 1981-1990
- Kerncentrale Montalto di Castro, 2 inactieve reactoren:
  - Montalto di Castro-1: BWR-reactor, 982 MWe, start bouw in 1982, stilgelegd in 1988
  - Montalto di Castro-2: BWR-reactor, 982 MWe, start bouw in 1982, stilgelegd in 1988

### Onderzoeksreactoren
- In Pavia de TRIGA Mark II, aan de Universiteit van Pavia, geïnstalleerd in 1965
- In Rome de TRIGA Mark II, ENEA Casaccia Research Center, geïnstalleerd in 1960
- In Pisa de CAMEN, Centro Applicazioni Militari Energia Nucleare.

## Jamaica
- SLOWPOKE-2-reactor – Kingston

## Japan

### Reactoren elektriciteitscentrales
- Kerncentrale Fukushima I te Okuma, 6 reactoren:
  - Fukushima I-1: BWR-reactor, 460 MW, in gebruik sinds 1971, kernongeluk in maart 2011
  - Fukushima I-2: BWR-reactor, 784 MW, in gebruik sinds 1974, kernongeluk in maart 2011
  - Fukushima I-3: BWR-reactor, 784 MW, in gebruik sinds 1976, kernongeluk in maart 2011
  - Fukushima I-4: BWR-reactor, 784 MW, in gebruik sinds 1978, kernongeluk in maart 2011
  - Fukushima I-5: BWR-reactor, 784 MW, in gebruik sinds 1978
  - Fukushima I-6: BWR-reactor, 1100 MW, in gebruik sinds 1979
- Kerncentrale Fukushima II te Naraha, 4 reactoren:
  - Fukushima II-1: BWR-reactor, 1100 MW, in gebruik sinds 1982
  - Fukushima II-2: BWR-reactor, 1100 MW, in gebruik sinds 1984
  - Fukushima II-3: BWR-reactor, 1100 MW, in gebruik sinds 1985
  - Fukushima II-4: BWR-reactor, 1100 MW, in gebruik sinds 1987
- Kerncentrale Genkai te Genkai, 4 reactoren:
  - Genkai-1: PWR-reactor, 529 MWe, actief sinds 1974, in gebruik sinds 1975
  - Genkai-2: PWR-reactor, 529 MWe, actief sinds 1980, in gebruik sinds 1981
  - Genkai-3: PWR-reactor, 1127 MWe, actief sinds 1993, in gebruik sinds 1994
  - Genkai-4: PWR-reactor, 1127 MWe, actief sinds 1996, in gebruik sinds 1997
- Kerncentrale Hamaoka te Omaezaki, 2 inactieve en 3 actieve reactoren:
  - Hamaoka-1: BWR-reactor, 515 MWe, gebouwd in 1971-1974, in gebruik sinds 1976, buiten gebruik gesteld in 2009
  - Hamaoka-2: BWR-reactor, 806 MWe, gebouwd in 1974-1978, in gebruik sinds 1978, buiten gebruik gesteld in 2009
  - Hamaoka-3: BWR-reactor, 1056 MWe, gebouwd in 1983-1987, in gebruik sinds 1987
  - Hamaoka-4: BWR-reactor, 1092 MWe, gebouwd in 1989-1993, in gebruik sinds 1993
  - Hamaoka-5: ABWR-reactor, 1380 MWe, gebouwd in 2000-2004, in gebruik sinds 2005
- Kerncentrale Higashidōri te Higashidōri, 1 actieve reactor:
  - Higashidori-1 (TOHOKU): BWR-reactor, 1067 MWe,
  - Higashidōri-1 (TEPCO): ABWR-reactor, gepland
- Kerncentrale Ikata te Ikata, 3 reactoren:
  - Ikata-1: PWR-reactor, 538 MWe, actief sinds 1977, in gebruik sinds 1977
  - Ikata-2: PWR-reactor, 838 MWe, actief sinds 1981, in gebruik sinds 1982
  - Ikata-3: PWR-reactor, 846 MWe, actief sinds 1994, in gebruik sinds 1994
- Kerncentrale Kashiwazaki-Kariwa te Kashiwazaki, 7 reactoren:
  - Kashiwazaki-Kariwa-1: BWR-reactor, 1067 MWe, start bouw in 1980, actief sinds 1985, in gebruik sinds 1985
  - Kashiwazaki-Kariwa-2: BWR-reactor, 1067 MWe, start bouw in 1985, actief sinds 1990, in gebruik sinds 1990
  - Kashiwazaki-Kariwa-3: BWR-reactor, 1067 MWe, start bouw in 1989, actief sinds 1992, in gebruik sinds 1993
  - Kashiwazaki-Kariwa-4: BWR-reactor, 1067 MWe, start bouw in 1990, actief sinds 1993, in gebruik sinds 1994
  - Kashiwazaki-Kariwa-5: BWR-reactor, 1067 MWe, start bouw in 1985, actief sinds 1989, in gebruik sinds 1990
  - Kashiwazaki-Kariwa-6: ABWR-reactor, 1315 MWe, start bouw in 1992, actief sinds 1996, in gebruik sinds 1996
  - Kashiwazaki-Kariwa-7: ABWR-reactor, 1315 MWe, start bouw in 1993, actief sinds 1996, in gebruik sinds 1997
- Kerncentrale Mihama te Mihama, 3 reactoren:
  - Mihama-1: PWR-reactor, 320 MWe, start bouw in 1967, actief sinds 1970, in gebruik sinds 1970
  - Mihama-2: PWR-reactor, 470 MWe, start bouw in 1968, actief sinds 1972, in gebruik sinds 1972
  - Mihama-3: PWR-reactor, 780 MWe, start bouw in 1872, actief sinds 1976, in gebruik sinds 1976
- Kerncentrale Monju te Tsuruga, 1 FBR-reactor, 320 MWe, start bouw in 1986, actief in 1994, gesloten in 1995, procedure voor herstart
- Kerncentrale Oi te Oi, 4 reactoren:
  - Ōi-1: PWR-reactor, 1120 MWe, commercieel in gebruik sinds 1979
  - Ōi-2: PWR-reactor, 1120 MWe, commercieel in gebruik sinds 1979
  - Ōi-3: PWR-reactor, 1127 MWe, commercieel in gebruik sinds 1991
  - Ōi-4: PWR-reactor, 1127 MWe, commercieel in gebruik sinds 1993
- Kerncentrale Onagawa te Onagawa, 3 reactoren:
  - Onagawa-1: BWR-reactor, 498 MWe, in gebruik sinds 1984
  - Onagawa-2: BWR-reactor, 796 MWe, in gebruik sinds 1995
  - Onagawa-3: BWR-reactor, 798 MWe, in gebruik sinds 2002
- Kerncentrale Sendai te Satsumasendai, 2 reactoren:
  - Sendai-1: PWR-reactor, 846 MWe, in gebruik sinds 1984
  - Sendai-2: PWR-reactor, 846 MWe, in gebruik sinds 1985
- Kerncentrale Shika te Shika, 2 reactoren:
  - Shika-1: BWR-reactor, 505 MWe, in gebruik sinds 1993
  - Shika-2: ABWR-reactor, 1358 MWe, in gebruik sinds 2006
- Kerncentrale Shimane te Matsue, 2 actieve reactoren:
  - Shimane-1: BWR-reactor, 439 MWe, in gebruik sinds 1974
  - Shimane-2: BWR-reactor, 789 MWe, in gebruik sinds 1989
  - Shimane-3: ABWR-reactor, 1373 MWe, in aanbouw
- Kerncentrale Takahama te Takahama, 4 reactoren:
  - Takahama-1: PWR-reactor, 780 MWe, in gebruik sinds 1974
  - Takahama-2: PWR-reactor, 780 MWe, in gebruik sinds 1975
  - Takahama-3: PWR-reactor, 830 MWe, in gebruik sinds 1985
  - Takahama-4: PWR-reactor, 830 MWe, in gebruik sinds 1985
- Kerncentrale Tokai te Tokai, 1 inactieve en 1 actieve reactor:
  - Tokai-1: Magnox-reactor (GCR), 169 MWe, start bouw in 1961, actief in 1965, in gebruik sinds 1966, gesloten in 1998
  - Tokai-2: BWR-reactor, 1056 MWe, start bouw in 1973, actief in 1978, in gebruik sinds 1978
- Kerncentrale Tomari te Tomari, 3 reactoren:
  - Tomari-1: PWR-reactor, 550 MWe, in gebruik sinds 1989
  - Tomari-2: PWR-reactor, 550 MWe, in gebruik sinds 1991
  - Tomari-3: PWR-reactor, 912 MWe, in gebruik sinds 2009
- Kerncentrale Tsuruga te Tsuruga, 2 reactoren:
  - Tsuruga-1: BWR-reactor, 341 MWe, in gebruik sinds 1970
  - Tsuruga-2: PWR-reactor, 1115 MWe, in gebruik sinds 1987
  - Tsuruga-3: APWR-reactor, in aanbouw
  - Tsuruga-4: APWR-reactor, in aanbouw
- JPDR-II, BWR-type, 13 MWe, in gebruik sinds 1963-1982

### Onderzoeksreactoren
- Japan Atomic Energy Agency (JAEA)
  - Tokai JRR-1, Japan Research Reactor No. 1, stilgelegd
  - Tokai JRR-2, stilgelegd
  - Tokai JRR-3
  - Tokai JRR-4
  - Tokai JPDR, Japan Power Demonstration Reactor, stilgelegd
  - Oarai HTTR, High-Temp engineering Test Reactor
  - Oarai JMTR, Japan Materials Testing Reactor
  - Naka JT-60 fusiereactor
  - Nuclear Safety Research Reactor
  - Kerncentrale Fugen, ATR, Advanced Thermal Reactor, stilgelegd
  - Jōyō, FBR-reactor
  - Kerncentrale Monju, FBR-reactor
- Kinki University, UTR-KINKl
- Universiteit van Kioto, KUR
- Musashi Institute of Technology, MITRR (TRIGA-II) (stilgelegd in 1990)
- Rikkyo University, RUR (TRIGA-II) (stilgelegd)
- Universiteit van Tokio, Yayoi

## Kazachstan

### Reactoren elektriciteitscentrale
- BN-350 reactor te Aqtau, 135 MWe-reactor (stilgelegd in 1999)

### Onderzoeksreactoren
- Institute of Nuclear Physics of the National Nuclear Center te Alatau, VVR-K – 10 MWe-reactor
- National Nuclear Center, testlocatie Semipalatinsk, te Kurchatov
  - IVG-1M, 60 MW-reactor
  - RA – zirconium hydride moderated reactor, ontmanteld
  - IGR, Impulse Graphite Reactor, 50 MW-reactor

## Letland
- Nuclear Research Center te Salaspils, 5 MWe onderzoeksreactor, stilgelegd

## Libië
- Tajura Nuclear Research Center, REWDRC, 10 MW onderzoeksreactor (geleverd door de Sovjet-Unie)

## Litouwen
- Kerncentrale Ignalina te Visaginas, 2 inactieve reactoren:
  - Ignalina-1, RBMK, gesloten op 31 december 2004 op verzoek van de Europese Unie
  - Ignalina-2, RBMK, 1360 MWe, gesloten op 31 december 2009

## Maleisië
- TRIGA Mark II aan het Malaysian Institute of Nuclear Technology Research te Kuala Lumpur (geïnstalleerd in 1982)

## Mexico

### Reactoren elektriciteitscentrale
- Kerncentrale Laguna Verde te Alto Lucero, 2 reactoren:
  - Laguna Verde-1: BWR-reactor, 654 MWe, start bouw in 1976, actief in 1988, commercieel gestart in 1990
  - Laguna Verde-2: BWR-reactor, 654 MWe, start bouw in 1977, actief in 1994, commercieel gestart in 1995

### Onderzoeksreactoren
- TRIGA Mark III aan het National Institute for Nuclear Research te Mexico-Stad
- Subcritical research reactor aan het National Polytechnic Institute te Mexico-Stad
- Subcritical research reactor aan de Autonomous University of Zacatecas te Zacatecas

## Marokko
- TRIGA te Rabat, in aanbouw

## Nederland

### Reactoren voor elektriciteitsproductie
- Kerncentrale Borssele te Borsele, 1 drukwaterreactor (PWR), 481 MWe, in gebruik sinds 1973
- Kerncentrale Dodewaard te Dodewaard, 1 kokendwaterreactor (BWR), 58 MWe, start bouw in 1963, in gebruik sinds 1969, gesloten in 1997, ontmanteling na 2045

### Onderzoeksreactoren en reactoren voor isotopenproductie
- Hoger Onderwijs Reactor aan het Reactor Instituut Delft (RID) te Delft
- Kernreactoren Petten nabij Petten
  - Hoge Flux Reactor (45 MW thermisch vermogen, materiaalkundig onderzoek en productie van radio-isotopen voor medisch gebruik)
  - Lage Flux reactor (max. 30 kW thermisch vermogen, voor onderzoek en opleiding), ontmanteld
- Biologisch Agrarische Reactor Nederland, onderdeel van het Instituut voor Toepassing van Atoomenergie in de Landbouw van de Landbouwhogeschool Wageningen, gesloten in 1980, ontmanteld.
- ATHENE aan de Technische Universiteit Eindhoven te Eindhoven, kritisch 1969, gesloten 1973, ontmanteld
- KEMA Suspensie Test Reactor, testreactor van KEMA, Arnhem, ontmanteld

## Noord-Korea

### Reactoren elektriciteitscentrales
- Kerncentrale Yongbyon te Nyongbyon, 1 Magnox-reactor, 50 MWe, bouw opgeschort
- Kerncentrale Taechon te Taechon, 1 reactor, 200 MWe, bouw opgeschort
- Kerncentrale Kumho te Kumho
  - Kumho 1: PWR-reactor, 1000 MWe, bouw opgeschort in 2003
  - Kumho 2: PWR-reactor, 1000 MWe, bouw opgeschort in 2003

### Onderzoeks- en productiereactoren
- Kerncentrale Yongbyon te Nyongbyon
  - IRT-2000, 8 MWth (2 MWth 1965-1974, 4 MWth 1974-1986) onderzoeksreactor, gemodereerd met zwaar water, geleverd door de Sovjet-Unie in 1965
  - Yongbyon, 1-5 MWe, Magnox-reactor zorgde voor stroom en stadsverwarming, actief in 1987-1994, gereactiveerd in 2003 en gesloten in juli 2007

## Noorwegen

### Onderzoeksreactoren
- Te Kjeller
  - NORA, geactiveerd in 1961, stilgelegd in 1967
  - JEEP I, geactiveerd in 1951, stilgelegd in 1967
  - JEEP II, geactiveerd in 1966
- HBWR, Halden boiling water reactor te Halden, geactiveerd in 1959

## Oekraïne

### Reactoren elektriciteitscentrales
- Kerncentrale Tsjernobyl te Tsjernobyl, 0 actieve reactoren:
  - Tsjernobyl 1: RBMK-1000 LWGR, 740 MW, start bouw in 1970, commercieel in gebruik sinds 1978, stilgelegd in 1996
  - Tsjernobyl 2: RBMK-1000 LWGR, 925 MW, start bouw in 1973, commercieel in gebruik sinds 1979, stilgelegd in 1991
  - Tsjernobyl 3: RBMK-1000 LWGR, 925 MW, start bouw in 1976, commercieel in gebruik sinds 1982, stilgelegd in 2000
  - Tsjernobyl 4: RBMK-1000 LWGR, 925 MW, start bouw in 1979, commercieel in gebruik sinds 1984, explodeerde met kernramp van Tsjernobyl in 1986
  - Tsjernobyl 5: RBMK-1000 LWGR, 950 MW, start bouw in 1981, bouw in 1988 stilgelegd
  - Tsjernobyl 6: RBMK-1000 LWGR, 950 MW, start bouw in 1983, bouw in 1988 stilgelegd
- Kerncentrale Chmelnytsky in de oblast Chmelnytsky, 2 actieve reactoren:
  - Chmelnytsky 1: VVER-1000/320, 950 MW, start bouw in 1981, commercieel in gebruik sinds 1988
  - Chmelnytsky 2: VVER-1000/320, 950 MW, start bouw in 1985, commercieel in gebruik sinds 2005
  - Chmelnytsky 3: VVER-1000/320 of WWER-1000/392B, 950 MW, start bouw in 1986, onzeker
  - Chmelnytsky 4: VVER-1000/320 of WWER-1000/392B, 950 MW, start bouw in 1987, onzeker
- Kerncentrale Rivne te Koeznetsovsk in de oblast Rivne,
  - Rivne 1: VVER-440/213, 381 MW, start bouw in 1973, commercieel in gebruik sinds 1981
  - Rivne 2: VVER-440/213, 376 MW, start bouw in 1973, commercieel in gebruik sinds 1982
  - Rivne 3: VVER-1000/320, 950 MW, start bouw in 1980, commercieel in gebruik sinds 1987
  - Rivne 4: VVER-1000/320, 950 MW, start bouw in 1986, commercieel in gebruik sinds 2006
  - Rivne 5: VVER-1000/320, 950 MW, planningen gestopt
  - Rivne 6: VVER-1000/320, 950 MW, planningen gestopt
- Kerncentrale Zuid-Oekraïne te Joezjno-oekrajinsk in de oblast Mykolajiv, 3 actieve reactoren:
  - Zuid-Oekraïne 1: VVER-1000/302, 950 MW, start bouw in 1977, commercieel in gebruik sinds 1983
  - Zuid-Oekraïne 2: VVER-1000/338, 950 MW, start bouw in 1979, commercieel in gebruik sinds 1985
  - Zuid-Oekraïne 3: VVER-1000/320, 950 MW, start bouw in 1985, commercieel in gebruik sinds 1989
  - Zuid-Oekraïne 4: VVER-1000/320, 950 MW, start bouw in 1987, bouw in 1989 afgebroken
- Kerncentrale Zaporizja te Zaporizja, 6 actieve reactoren:
  - Zaporizja 1: VVER-1000/320, 950 MW, start bouw in 1980, commercieel in gebruik sinds 1985
  - Zaporizja 2: VVER-1000/320, 950 MW, start bouw in 1981, commercieel in gebruik sinds 1986
  - Zaporizja 3: VVER-1000/320, 950 MW, start bouw in 1982, commercieel in gebruik sinds 1987
  - Zaporizja 4: VVER-1000/320, 950 MW, start bouw in 1983, commercieel in gebruik sinds 1988
  - Zaporizja 5: VVER-1000/320, 950 MW, start bouw in 1985, commercieel in gebruik sinds 1989
  - Zaporizja 6: VVER-1000/320, 950 MW, start bouw in 1986, commercieel in gebruik sinds 1996

### Onderzoeksreactoren
- Aan het Institute for Nuclear Research te Kiev
- Aan het Institute of Nuclear Energy and Industry te Sebastopol

### Nooit in gebruik genomen
- Kerncentrale Krim op Krim

## Oezbekistan
- Ulugbek-reactor, VVER-SM tank reactor, in Tasjkent

## Oostenrijk
- Austrian Research Centers te Seibersdorf — 10 MW ASTRA-onderzoeksreactor (in gebruik sinds 1960–1999)
- Atoominstituut van de Oostenrijkse universiteiten in Wenen - 250 kW TRIGA Mark II onderzoeksreactor (in gebruik sinds 1962)
- Kerncentrale Zwentendorf - voltooid in 1978 maar na een referendum is de centrale nooit voorzien van brandstof en nooit opgestart

## Pakistan

### Reactoren elektriciteitscentrales
- Kerncentrale Chashma te Chashma, 2 actieve reactoren:
  - CHASNUPP-1: PWR-reactor, 300 MWe, in gebruik sinds 2000
  - CHASNUPP-2: PWR-reactor, 300 MWe, in gebruik sinds 2011
  - CHASNUPP-3: PWR-reactor, 650 MWe, in aanbouw
  - CHASNUPP-4: PWR-reactor, 650 MWe, in aanbouw
- Kerncentrale Karachi te Karachi, 1 actieve reactor:
  - KANUPP-1: PHWR-reactor, 125 MWe, in gebruik sinds 1965
  - KANUPP-2: PWR-reactor, 1000 MWe, goedgekeurd
  - KANUPP-3: PWR-reactor, 1000 MWe, voorgesteld

### Onderzoeks- en productiereactoren
- Pakistan Atomic Research Reactor te Islamabad
  - PARR I: Pool-type reactor, actief sinds 1965
  - PARR II: Pool-type reactor, actief sinds 1974
- Khushab Nuclear Complex te Khushab
  - Khushab-I: HWR-reactor, in gebruik sinds 1998
  - Khushab-II: HWR-reactor, in gebruik sinds 2010
  - Khushab-III: HWR-reactor, in aanbouw
  - Khushab-IV: HWR-reactor, in aanbouw

## Panama
- MH-1A (USS Sturgis), PWR-reactor, drijvende kerncentrale voor het Panamakanaal, actief in 1966-1976

## Peru
- RP-0 in Lima, gebouwd door het Argentijnse INVAP
- RP-10 in Huarangal, gebouwd door het Argentijnse INVAP

## Polen
- Ewa reactor, onderzoeksreactor van 10 MW, ontmanteld in 1995
- Maria reactor, onderzoeksreactor van 30 MW, tevens productie van medicinale isotopen
- Kerncentrale Żarnowiec, 1600 MW, bouw niet voltooid en afgeblazen

## Portugal
- RPI, Portuguese Research Reactor te Sacavém, 1 MWt pool type-reactor

## Puerto Rico
- TRIGA-reactor te Mayagüez, ontmanteld

## Roemenië

### Reactoren elektriciteitscentrale
- Kerncentrale Cernavodă te Cernavodă, 2 actieve reactoren:
  - Cernavodă-1: PHWR CANDU-reactor, 700 MW, start bouw in 1982, commercieel in gebruik sinds 1996
  - Cernavodă-2: PHWR CANDU-reactor, 700 MW, start bouw in 1983, commercieel in gebruik sinds 2007
  - Cernavodă-3: CANDU-reactor, 700 MW, start bouw in 1984, in 1990 werd de bouw gestopt
  - Cernavodă-4: CANDU-reactor, 700 MW, start bouw in 1985, in 1990 werd de bouw gestopt
  - Cernavodă-4: CANDU-reactor, 700 MW, start bouw in 1987, in 1990 werd de bouw gestopt

### Brandstoffabriek
- Mioveni Fuel Factory, brandstof voor CANDU
- Turnu Severin-Halînga Heavy Water Factory, fabriek voor de productie van zwaar water

### Onderzoeksreactoren
- Institute for Nuclear Research, Mioveni, 110 km ten noordwesten van Boekarest
- National Institute for Research and Isotopic Separation, Govora, 170 km ten westen van Boekarest
- National Institute for Physics and Nuclear Engineering, IFIN-HH, Mǎgurele, 5 km ten zuidwesten van Boekarest

## Rusland

### Reactoren elektriciteitscentrale
- Kerncentrale Balakovo te Balakovo, 4 actieve reactoren:
  - Balakovo 1: type VVER-1000/320, 950 MW, start bouw in 1980, in gebruik sinds 1986
  - Balakovo 2: type VVER-1000/320, 950 MW, start bouw in 1981, in gebruik sinds 1988
  - Balakovo 3: type VVER-1000/320, 950 MW, start bouw in 1982, in gebruik sinds 1989
  - Balakovo 4: type VVER-1000/320, 950 MW, start bouw in 1984, in gebruik sinds 1993
  - Balakovo 5: type VVER-1000/320, 950 MW, start bouw in 1987, in aanbouw
  - Balakovo 6: type VVER-1000/320, 950 MW, gepland
- Kerncentrale Belojarsk te Zaretsjny, 1 actieve reactor:
  - Belojarsk 1: AMB-100-reactor, 102 MW, actief in 1964, gesloten in 1983
  - Belojarsk 2: AMB-200-reactor, 146 MW, actief in 1967, gesloten in 1990
  - Belojarsk 3: BN-600-reactor, 560 MW, actief in 1980
  - Belojarsk 4: BN-800-reactor, 750 MW, in aanbouw
  - Belojarsk 5: BN-1200-reactor, gepland
- Kerncentrale Bilibino te Bilibino, 4 reactoren:
  - Bilibino 1: type GBWR-12/EGP-6, 11 MW, start bouw in 1970, commercieel in bedrijf sinds 1974
  - Bilibino 2: type GBWR-12/EGP-6, 11 MW, start bouw in 1970, commercieel in bedrijf sinds 1975
  - Bilibino 3: type GBWR-12/EGP-6, 11 MW, start bouw in 1970, commercieel in bedrijf sinds 1976
  - Bilibino 4: type GBWR-12/EGP-6, 11 MW, start bouw in 1970, commercieel in bedrijf sinds 1977
- Kerncentrale Kalinin te Oedomlja, 3 actieve reactoren:
  - Kalinin 1: type VVER-1000/338, 950 MW, start bouw in 1977, commercieel in bedrijf sinds 1985
  - Kalinin 2: type VVER-1000/338, 950 MW, start bouw in 1982, commercieel in bedrijf sinds 1987
  - Kalinin 3: type VVER-1000/320, 950 MW, start bouw in 1985, commercieel in bedrijf sinds 2005
  - Kalinin 4: type VVER-1000/320, 950 MW, start bouw in 1986, commercieel in bedrijf sinds 2011
- Kerncentrale Kola te Kola, 4 reactoren:
  - Kola 1: VVER-440/230, 411 MW, start bouw in 1970, commercieel in bedrijf sinds 1973
  - Kola 2: VVER-440/230, 411 MW, start bouw in 1973, commercieel in bedrijf sinds 1975
  - Kola 3: VVER-440/213, 411 MW, start bouw in 1977, commercieel in bedrijf sinds 1982
  - Kola 4: VVER-440/213, 411 MW, start bouw in 1976, commercieel in bedrijf sinds 1984
- Kerncentrale Koersk te Koersk, 4 actieve reactoren:
  - Koersk 1: RBMK-1000, 925 MW, start bouw in 1972, commercieel in bedrijf sinds 1977
  - Koersk 2: RBMK-1000, 925 MW, start bouw in 1973, commercieel in bedrijf sinds 1979
  - Koersk 3: RBMK-1000, 925 MW, start bouw in 1978, commercieel in bedrijf sinds 1984
  - Koersk 4: RBMK-1000, 925 MW, start bouw in 1981, commercieel in bedrijf sinds 1986
  - Koersk 5: RBMK-1000, 925 MW, start bouw in 1985, bouw gestopt
  - Koersk 6: RBMK-1000, 925 MW, start bouw in 1986, bouw gestopt
  - Koersk II-1: type WWER-1200/491, 1000 MW, gepland
- Kerncentrale Novovoronezj te Novovoronezj, 2 inactieve en 3 actieve reactoren:
  - Novovoronezj 1: VVER-210 (prototype), start bouw in 1957, commercieel in bedrijf sinds 1964, gesloten in 1988
  - Novovoronezj 2: VVER-365 (prototype), start bouw in 1964, commercieel in bedrijf sinds 1970, gesloten in 1990
  - Novovoronezj 3: VVER-440/179, start bouw in 1967, commercieel in bedrijf sinds 1972
  - Novovoronezj 4: VVER-440/179, start bouw in 1967, commercieel in bedrijf sinds 1973
  - Novovoronezj 5: VVER-1000/187 (Prototype), start bouw in 1974, commercieel in bedrijf sinds 1981
- Kerncentrale Novovoronezj II te Novovoronezj, 0 actieve reactoren:
  - Novovoronezj II-1: VVER-1200/392M (AES-2006), 1.114 MW, start bouw in 2008, in aanbouw
  - Novovoronezj II-2: VVER-1200/392M (AES-2006), 1.114 MW, start bouw in 2009, in aanbouw
  - Novovoronezj II-3: VVER-1200/392M (AES-2006), 1.114 MW, gepland
  - Novovoronezj II-4: VVER-1200/392M (AES-2006), 1.114 MW, gepland
- Kerncentrale Obninsk te Obninsk (APS-1), type AM-1, 5 MW, aangesloten op 1954, gesloten in 2002
- Kerncentrale Severodvinsk, 0 actieve reactoren:
  - Severodvinsk 1: KLT-40S, start bouw in 2007, 30 MW
  - Severodvinsk 1: KLT-40S, start bouw in 2007, 30 MW
- Kerncentrale Smolensk in Oblast Smolensk, 3 actieve reactoren:
  - Smolensk 1: RBMK-1000, 925 MW, start bouw in 1975, commercieel in bedrijf sinds 1983
  - Smolensk 2: RBMK-1000, 925 MW, start bouw in 1976, commercieel in bedrijf sinds 1985
  - Smolensk 3: RBMK-1000, 925 MW, start bouw in 1975, commercieel in bedrijf sinds 1990
  - Smolensk 4: RBMK-1000, 925 MW, start bouw in 1984, bouw gestaakt
- Kerncentrale Leningrad te Sosnovy Bor, 4 reactoren:
  - Leningrad (Sosnovy Bor) 1: RBMK-1000, 925 MW, start bouw in 1970, commercieel in bedrijf sinds 1974
  - Leningrad (Sosnovy Bor) 2: RBMK-1000, 925 MW, start bouw in 1970, commercieel in bedrijf sinds 1976
  - Leningrad (Sosnovy Bor) 3: RBMK-1000, 925 MW, start bouw in 1973, commercieel in bedrijf sinds 1980
  - Leningrad (Sosnovy Bor) 4: RBMK-1000, 925 MW, start bouw in 1975, commercieel in bedrijf sinds 1981
- Kerncentrale Leningrad II te Sosnovy Bor, 0 actieve reactoren:
  - Leningrad II-1: VVER-1200/491 (AES-2006), 1.085 MW, start bouw in 2008
  - Leningrad II-2: VVER-1200/491 (AES-2006), 1.085 MW, start bouw in 2010
  - Leningrad II-3: VVER-1200/491 (AES-2006), 1.085 MW, gepland
  - Leningrad II-4: VVER-1200/491 (AES-2006), 1.085 MW, gepland
- VK-50, 50 MW, start bouw in 1966, gesloten in 1989
- Kerncentrale Rostov te Volgodonsk, 2 actieve reactoren:
  - Volgodonsk (Rostov) 1: VVER-1000/320, 950 MW, start bouw in 1981, commercieel in bedrijf sinds 2001
  - Volgodonsk (Rostov) 2: VVER-1000/320, 950 MW, start bouw in 1983, commercieel in bedrijf sinds 2009
  - Volgodonsk (Rostov) 3: VVER-1000/320, 1011 MW, start bouw in 2009
  - Volgodonsk (Rostov) 4: VVER-1000/320, 1011 MW, start bouw in 2010
  - Volgodonsk (Rostov) 5: VVER-1000/320, 950 MW, gepland
  - Volgodonsk (Rostov) 6: VVER-1000/320, 950 MW, gepland

### Onderzoeksreactoren
Er zijn ongeveer 109 onderzoeksreactoren in Rusland, waaronder:
- T-15 fusiereactor aan het Koertsjatov-instituut

## Servië

### Onderzoeksreactoren
- Aan het Vinča Nuclear Institute te Vinča
  - RA - Reaktor A (1956-2002), 6,5 MW, zwaar water gemodereerd en gekoelde onderzoeksreactor
  - RB - Reaktor B (1958-....)

## Slowakije
- Kerncentrale Bohunice te Jaslovské Bohunice, 2 actieve reactoren:
  - Bohunice A1: KS-150, 93 MW, start bouw in 1958, commercieel in bedrijf sinds 1972, stilgelegd in 1977 na het bijtanken-incident, ontmanteling sinds 1979
  - Bohunice 1 (V1): WWER-440/230, 408 MW, start bouw in 1972, commercieel in bedrijf sinds 1980, gesloten in 2006
  - Bohunice 2 (V1): WWER-440/230, 408 MW, start bouw in 1972, commercieel in bedrijf sinds 1981, gesloten in 2008
  - Bohunice 3 (V2): WWER-440/213, 429 MW, start bouw in 1976, commercieel in bedrijf sinds 1985
  - Bohunice 4 (V2): WWER-440/213, 410 MW, start bouw in 1976, commercieel in bedrijf sinds 1985
- Kerncentrale Mochovce te Nitra en Levice, 2 actieve reactoren:
  - Mochovce 1: VVER 440/213, 440 MWe, start 1983, in gebruik genomen in 1998
  - Mochovce 2: VVER 440/213, 440 MWe, start 1983, in gebruik genomen in 1999
  - Mochovce 3: VVER 440/213, 440 MWe, start 1987, in gebruik genomen in 2023
  - Mochovce 4: VVER 440/213, 440 MWe, start 1987, in aanbouw

## Slovenië

### Reactor elektriciteitscentrale
- Kerncentrale Krško te Krško, 1 PWR-reactor, 670 MWe, in 1983 in gebruik genomen

### Onderzoeksreactor
- Aan het Jožef Stefan Institute te Ljubljana een TRIGA Mark II onderzoeksreactor

## Spanje

### Reactoren elektriciteitscentrales
- Kerncentrale Almaraz te Almaraz, 2 reactoren:
  - Almaraz 1: PWR-reactor, 1032 MWe, start bouw in 1973, actief in 1981, commercieel in bedrijf sinds 1983
  - Almaraz 2: PWR-reactor, 1027 MWe, start bouw in 1973, actief in 1983, commercieel in bedrijf sinds 1984
- Kerncentrale Ascó te Ascó, 2 reactoren:
  - Ascó 1: PWR-reactor, 930 MWe, start bouw in 1974, actief in 1983, commercieel in bedrijf sinds 1984
  - Ascó 2: PWR-reactor, 930 MWe, start bouw in 1975, actief in 1985, commercieel in bedrijf sinds 1986
- Kerncentrale José Cabrera te Guadalajara, 1 PWR-reactor, 160 MWe, start bouw in 1964, commercieel in bedrijf sinds 1969, gesloten in 2006
- Kerncentrale Cofrentes te Cofrentes, 1 BWR-reactor, 994 MWe, start bouw in 1975, commercieel in bedrijf sinds 1985
- Kerncentrale Santa María de Garoña te Santa María de Garoña, BWR-reactor, 460 MWe, start bouw in 1966, commercieel in bedrijf sinds 1971
- Kerncentrale Trillo te Trillo, 1 actieve reactor:
  - Trillo 1: PWR-reactor, 1.066 MWe, start bouw in 1979, commercieel in bedrijf sinds 1988
  - Trillo 2: PWR-reactor, project in 1984 gestopt
- Kerncentrale Vandellòs te Vandellòs i l'Hospitalet de l'Infant, 1 actieve reactor:
  - Vandellòs 1: UNGG-reactor, start bouw in 1968, commercieel in bedrijf sinds 1972, na brand gesloten in 1989
  - Vandellòs 2: PWR-reactor, 1080 MWe, start bouw in 1980, commercieel in bedrijf sinds 1988
  - Vandellòs 3: PWR-reactor, in 1995 is het project opgeheven

### Onderzoeksreactoren
- Argos-reactor, Argonaut-klasse reactor, 10 kW aan het Polytechnic University of Catalonia, Barcelona, gesloten in 1992
- CORAL-I-reactor

### Nooit in gebruik genomen
- Kerncentrale Lemoniz te Lemoniz, bijna volledig afgebouwd maar nooit in gebruik genomen
- Kerncentrale Valdecaballeros te Valdecaballeros, reactor 1 is voor 70% en reactor 2 voor 60% afgebouwd, maar project is stilgezet en nooit meer opgepakt.

## Syrië
- Miniature neutron source reactor

## Taiwan

### Reactoren elektriciteitscentrales
- Kerncentrale Chin Shan te Chin Shan, 2 reactoren:
  - Chin Shan 1: BWR-reactor, 604 MWe, in gebruik sinds 1978
  - Chin Shan 2: BWR-reactor, 604 MWe, in gebruik sinds 1979
- Kerncentrale Kuosheng te Kuosheng, 2 reactoren:
  - Kuosheng 1: BWR-reactor, 948 MWe, in gebruik sinds 1981
  - Kuosheng 2: BWR-reactor, 948 MWe, in gebruik sinds 1983
- Kerncentrale Nanwan te Nanwan, 2 reactoren:
  - Nanwan 1: PWR-reactor, 890 MWe, in gebruik sinds 1984
  - Nanwan 2: PWR-reactor, 890 MWe, in gebruik sinds 1985
- Kerncentrale Longmen te Gongliao, 2 reactoren:
  - Longmen 1: ABWR-reactor, 1350 MWe, in aanbouw
  - Longmen 2: ABWR-reactor, 1350 MWe, in aanbouw

### Onderzoeksreactor
- TRIGA-reactor aan de Tsing Hua University te Sinjhú geïnstalleerd in 1977

## Thailand

### Onderzoeksreactoren
- TRIGA in het Office of Atoms for Peace te Bangkok geïnstalleerd in 1977
- TRIGA MPR 10 in het Ongkharak Nuclear Research Center in Bangkok, in aanbouw

## Tsjechië

### Reactoren elektriciteitscentrales
- Kerncentrale Dukovany te Dukovany, 4 reactoren:
  - Dukovany 1: VVER 440/V213, netto >427 MWe, bruto 464 MWe, actief sinds februari 1985, aangesloten op elektriciteitsnet in augustus 1985
  - Dukovany 2: VVER 440/V213, netto >427 MWe, bruto 466 MWe, actief sinds januari 1986, aangesloten op elektriciteitsnet in september 1986
  - Dukovany 3: VVER 440/V213, netto >427 MWe, bruto 502 MWe, actief sinds oktober 1986, aangesloten op elektriciteitsnet in mei 1987
  - Dukovany 4: VVER 440/V213, netto >427 MWe, bruto 465 MWe, actief sinds juni 1987, aangesloten op elektriciteitsnet in december 1987
- Kerncentrale Temelín te Temelín, 2 reactoren:
  - Temelín 1: VVER 1000/320, netto 963 MWe, bruto 1013 MWe, actief sinds december 2000, aangesloten op elektriciteitsnet in juni 2002
  - Temelín 2: VVER 1000/320, netto 963 MWe, bruto 1013 MWe, actief sinds december 2002, aangesloten op elektriciteitsnet in april 2003

### Onderzoeksreactoren
- In Řež 2 onderzoeksreactoren: LVR-15 en LR-0
- In Praag 1 onderzoeksreactor: VR-1 aan de Tsjechische Technische Universiteit

## Turkije
- VVER pressurized water reactors te Mersin, 4800 MWe, voorstel
- In Sinop, 1800 MWe, voorstel

### Onderzoeksreactoren
- TR-1 onderzoeksreactor (Turkish Atomic Energy Authority)
- TR-2 onderzoeksreactor (Turkish Atomic Energy Authority)
- TRIGA MARK II onderzoeksreactor

### Brandstoffabriek
- TRD Fuel Pilot Plant (Turkish Atomic Energy Authority)

## Uruguay
- URR-reactor

## Venezuela
- RV-1 pool-type reactor, gesloten in 1994

## Verenigd Koninkrijk

### Reactoren elektriciteitscentrales
- Kerncentrale Berkeley te Berkeley, 2 reactoren:
  - Berkeley 1: Magnox-reactor, 138 MW, start bouw in 1957, commercieel in gebruik sinds 1962, gesloten in 1989
  - Berkeley 2: Magnox-reactor, 138 MW, start bouw in 1957, commercieel in gebruik sinds 1962, gesloten in 1988
- Kerncentrale Bradwell in Essex, 2 reactoren:
  - Bradwell 1: Magnox-reactor, 123 MW, start bouw in 1957, commercieel in gebruik sinds 1962, stilgelegd in 2002
  - Bradwell 2: Magnox-reactor, 123 MW, start bouw in 1957, commercieel in gebruik sinds 1962, stilgelegd in 2002
- Kerncentrale Calder Hall te Seascale (terrein Sellafield), 4 reactoren:
  - Calder Hall 1: Magnox-reactor, 50 MW, start bouw in 1953, commercieel in gebruik sinds 1956, stilgelegd in 2003
  - Calder Hall 2: Magnox-reactor, 50 MW, start bouw in 1953, commercieel in gebruik sinds 1957, stilgelegd in 2003
  - Calder Hall 3: Magnox-reactor, 50 MW, start bouw in 1953, commercieel in gebruik sinds 1958, stilgelegd in 2003
  - Calder Hall 4: Magnox-reactor, 50 MW, start bouw in 1953, commercieel in gebruik sinds 1959, stilgelegd in 2003
- Kerncentrale Chapelcross te Annan, 4 reactoren:
  - Chapelcross 1: Magnox-reactor, 50 MW, start bouw in 1953, commercieel in gebruik sinds 1956, stilgelegd in 2003
  - Chapelcross 2: Magnox-reactor, 50 MW, start bouw in 1953, commercieel in gebruik sinds 1957, stilgelegd in 2003
  - Chapelcross 3: Magnox-reactor, 50 MW, start bouw in 1955, commercieel in gebruik sinds 1958, stilgelegd in 2003
  - Chapelcross 4: Magnox-reactor, 50 MW, start bouw in 1955, commercieel in gebruik sinds 1959, stilgelegd in 2003
- Kerncentrale Dungeness te Dungeness, 2 actieve reactoren:
  - Dungeness A1: Magnox-reactor, 225 MW, start bouw in 1960, commercieel in gebruik sinds 1965, stilgelegd in 2006
  - Dungeness A2: Magnox-reactor, 225 MW, start bouw in 1960, commercieel in gebruik sinds 1965, stilgelegd in 2006
  - Dungeness B1: AGR-reactor, 545 MW, start bouw in 1965, commercieel in gebruik sinds 1985
  - Dungeness B2: AGR-reactor, 545 MW, start bouw in 1965, commercieel in gebruik sinds 1989
- Kerncentrale Hartlepool te Hartlepool, 2 reactoren:
  - Hartlepool A1: AGR-reactor, 595 MW, start bouw in 1968, commercieel in gebruik sinds 1989
  - Hartlepool A2: AGR-reactor, 595 MW, start bouw in 1968, commercieel in gebruik sinds 1989
- Kerncentrale Heysham te Heysham, 4 reactoren:
  - Heysham A1: AGR-reactor, 585 MW, start bouw in 1970, commercieel in gebruik sinds 1989
  - Heysham A2: AGR-reactor, 575 MW, start bouw in 1970, commercieel in gebruik sinds 1989
  - Heysham B1: AGR-reactor, 615 MW, start bouw in 1980, commercieel in gebruik sinds 1989
  - Heysham B2: AGR-reactor, 615 MW, start bouw in 1980, commercieel in gebruik sinds 1989
- Kerncentrale Hinkley Point te Bridgwater, 2 actieve reactoren:
  - Hinkley Point A1: Magnox-reactor, 235 MW, start bouw in 1957, commercieel in gebruik sinds 1965, stilgelegd in 2000
  - Hinkley Point A2: Magnox-reactor, 235 MW, start bouw in 1957, commercieel in gebruik sinds 1965, stilgelegd in 2000
  - Hinkley Point B1: AGR-reactor, 430 MW, start bouw in 1967, commercieel in gebruik sinds 1978
  - Hinkley Point B2: AGR-reactor, 430 MW, start bouw in 1967, commercieel in gebruik sinds 1976
- Kerncentrale Hunterston te Hunterston, 2 actieve reactoren:
  - Hunterston A1: Magnox-reactor, 150 MW, start bouw in 1957, commercieel in gebruik sinds 1964, stilgelegd in 1990
  - Hunterston A2: Magnox-reactor, 150 MW, start bouw in 1957, commercieel in gebruik sinds 1964, stilgelegd in 1989
  - Hunterston B1: AGR-reactor, 420 MW, start bouw in 1967, commercieel in gebruik sinds 1976
  - Hunterston B2: AGR-reactor, 420 MW, start bouw in 1967, commercieel in gebruik sinds 1977
- Kerncentrale Oldbury te Oldbury-on-Severn, 2 reactoren:
  - Oldbury A1: Magnox-reactor, 217 MW, start bouw in 1962, commercieel in gebruik sinds 1967
  - Oldbury A2: Magnox-reactor, 217 MW, start bouw in 1962, commercieel in gebruik sinds 1968
- Kerncentrale Sizewell te Sizewell, 1 actieve reactor:
  - Sizewell A1: Magnox-reactor, 210 MW, start bouw in 1961, commercieel in gebruik sinds 1966, stilgelegd in 2006
  - Sizewell A2: Magnox-reactor, 210 MW, start bouw in 1961, commercieel in gebruik sinds 1966, stilgelegd in 2006
  - Sizewell B: PWR-reactor, 118 MW, start bouw in 1988, commercieel in gebruik sinds 1995
- Kerncentrale Torness te Torness, 2 reactoren:
  - Torness 1: AGR-reactor, 615 MW, start bouw in 1980, commercieel in gebruik sinds 1988
  - Torness 2: AGR-reactor, 615 MW, start bouw in 1980, commercieel in gebruik sinds 1989
- Kerncentrale Trawsfynydd te Trawsfynydd, 2 reactoren:
  - Trawsfynydd 1: Magnox-reactor, 195 MW, start bouw in 1959, commercieel in gebruik sinds 1965, stilgelegd in 1991
  - Trawsfynydd 2: Magnox-reactor, 195 MW, start bouw in 1959, commercieel in gebruik sinds 1965, stilgelegd in 1991
- Kerncentrale Winfrith te Winfrith Newburgh, 1 Winfrith SGHWR-reactor, 92 MW, start bouw in 1963, commercieel in gebruik sinds 1968, stilgelegd in 1990
- Kerncentrale Wylfa te Cemaes op Anglesey, 2 reactoren:
  - Wylfa 1: Magnox-reactor, 490 MW, start bouw in 1963, commercieel in gebruik sinds 1971
  - Wylfa 2: Magnox-reactor, 490 MW, start bouw in 1963, commercieel in gebruik sinds 1972

### Onderzoeksreactoren
- VIPER-reactor aan het Atomic Weapons Establishment te Aldermaston
- CONSORT-reactor aan het Imperial College London te Ascot, Silwood Park campus
- TRIGA Mark I reactor, ICI-raffinaderij te Billingham, geïnstalleerd in 1971, stilgelegd in 1988
- JET fusion reactor te Culham
- Neptune-reactor aan het Rolls-Royce Marine Power Operations, Raynesway, in Derby
- Dounreay
  - The Shore Test Facility (STF) aan de VULCAN (Rolls-Royce Naval Marine)
  - DSMP1 at VULCAN (Rolls-Royce Naval Marine), gesloten in 1984
  - Dounreay Materials Test Reactor (DMTR)
  - Dounreay Fast Reactor (DFR), gesloten in 1994
  - Prototype Fast Reactor (PFR)
- Scottish Universities Research and Reactor Centre te East Kilbride, gesloten in 1995, volledig ontmanteld in 2003
- Harwell AERE; Atomic Energy Research Establishment
  - GLEEP-reactor, gesloten in 1990
  - BEPO-reactor, gesloten in 1968
  - LIDO-reactor, gesloten in 1974
  - DIDO-reactor, gesloten in 1990
  - PLUTO-reactor, gesloten in 1990
- JASON PWR reactor te Londen, ontmanteld in 1999
- Stratford Marsh aan het Queen Mary, University of London in Londen, in gebruik genomen in 1966, gesloten in 1982, volledig ontmanteld
- Universities Research Reactor te Risley in Warrington, gesloten in 1991
- Sellafield (tot 1971 Windscale) te Seascale, WINDSCALE AGR-reactor, 32 MW
  - PILE 1, gesloten in 1957 na Windscale fire
  - PILE 2, gesloten in 1957
  - WAGR, gesloten in 1982
- 9 reactoren te Winfrith te Dorchester, gesloten in 1990, waaronder:
  - Dragon-reactor

## Verenigde Staten

### Reactoren elektriciteitscentrales

#### Regio 1 van deNuclear Regulatory Commission(noordoost)
- Kerncentrale Beaver Valley te Shippingport, 2 reactoren:
  - Beaver Valley 1: PWR-reactor, 885 MW, start bouw in 1970, commercieel in gebruik sinds 1976
  - Beaver Valley 2: PWR-reactor, 851 MW, start bouw in 1974, commercieel in gebruik sinds 1987
- Kerncentrale Calvert Cliffs te Lusby aan het Chesapeake Bay, 2 reactoren:
  - Calvert Cliffs 1: PWR-reactor, 873 MW, start bouw in 1969, commercieel in gebruik sinds 1975
  - Calvert Cliffs 2: PWR-reactor, 862 MW, start bouw in 1969, commercieel in gebruik sinds 1977
- Kerncentrale Connecticut Yankee te Haddam, 1 PWR-reactor, 560 MW, start bouw in 1964, commercieel in gebruik sinds 1968, gesloten in 1996
- Kerncentrale James A. FitzPatrick te Scriba (New York)Scriba bij Oswego, 1 BWR-4-reactor, 852 MW, start bouw in 1970, commercieel in gebruik sinds 1975
- Kerncentrale Ginna te Ontario, 1 PWR-reactor, 610 MW, commercieel in gebruik sinds 1970
- Kerncentrale Hope Creek te Lower Alloways Creek Township, 1 actieve reactor:
  - Hope Creek 1: BWR-reactor, 1059 MW, start bouw in 1976, commercieel in gebruik sinds 1986
  - Hope Creek 2: BWR-reactor, 1067 MW, start bouw in 1976, bouw in 1981 gestopt
- Kerncentrale Indian Point te Buchanan, 2 actieve reactoren:
  - Indian Point 1: PWR-reactor, 257 MW, start bouw in 1956, commercieel in gebruik sinds 1962, gesloten in 1974
  - Indian Point 2: PWR-reactor, 1020 MW, start bouw in 1966, commercieel in gebruik sinds 1974
  - Indian Point 3: PWR-reactor, 1025 MW, start bouw in 1969, commercieel in gebruik sinds 1976
- Kerncentrale Limerick te Limerick Township, 2 reactoren:
  - Limerick 1: BWR-4-reactor, 1134 MW, start bouw in 1974, commercieel in gebruik sinds 1986
  - Limerick 2: BWR-4-reactor, 1134 MW, start bouw in 1974, commercieel in gebruik sinds 1990
- Kerncentrale Maine Yankee te Wiscasset, 1 PWR-reactor, 860 MW, start bouw in 1968, commercieel in gebruik sinds 1972, gesloten in 1997
- Kerncentrale Millstone te Waterford, 2 actieve reactoren:
  - Millstone 1: PWR-reactor, 660 MW, start bouw in 1966, commercieel in gebruik sinds 1970, gesloten in 1998
  - Millstone 2: PWR-reactor, 2700 MW, start bouw in 1970, commercieel in gebruik sinds 1975
  - Millstone 3: PWR-reactor, 3411 MW, start bouw in 1974, commercieel in gebruik sinds 1986
- Kerncentrale Nine Mile Point te Scriba (New York)Scriba bij Oswego, 2 reactoren:
  - Nine Mile Point 1: BWR-2-reactor, 621 MW, start bouw in 1965, commercieel in gebruik sinds 1969
  - Nine Mile Point 2: BWR-5-reactor, 1135 MW, start bouw in 1974, commercieel in gebruik sinds 1988
- Kerncentrale Oyster Creek te Oyster Creek, 1 BWR-2-reactor, 619 MW, start bouw in 1964, commercieel in gebruik sinds 1969
- Kerncentrale Peach Bottom te Peach Bottom Township, 2 actieve reactoren:
  - Peach Bottom 1: HTR-reactor, 40 MW, start bouw in 1962, commercieel in gebruik sinds 1967, gesloten in 1974
  - Peach Bottom 2: BWR-reactor, 1.112 MW, start bouw in 1968, commercieel in gebruik sinds 1974
  - Peach Bottom 3: BWR-reactor, 1.112 MW, start bouw in 1968, commercieel in gebruik sinds 1974
- Kerncentrale Pilgrim te Plymouth, 1 BWR-3-reactor, 685 MW, start bouw in 1968, commercieel in gebruik sinds 1972
- Kerncentrale Salem te Lower Alloways Creek Township, 2 reactoren:
  - Salem 1: PWR-reactor, 1.174 MW, start bouw in 1968, commercieel in gebruik sinds 1977
  - Salem 2: PWR-reactor, 1.130 MW, start bouw in 1968, commercieel in gebruik sinds 1981
- Kerncentrale Saxton te Saxton, 1 reactor, 23,5 MW, commercieel in gebruik sinds 1961, gesloten in 1972
- Kerncentrale Seabrook te Seabrook, 2 reactoren:
  - Seabrook 1: PWR-reactor, 1244 MW, start bouw in 1976, commercieel in gebruik sinds 1990
  - Seabrook 2: PWR-reactor, 1149 MW, start bouw in 1976, project in 1988 gestopt
- Kerncentrale Shippingport te Shippingport, eerst een PWR, later PLWBR-reactor, 60 MW, start bouw in 1954, commercieel in gebruik sinds 1958, gesloten in 1982
- Kerncentrale Shoreham te East Shoreham, 1 BWR-reactor, 820 MW, start bouw in 1972, gesloten in 1989
- Kerncentrale Susquehanna te Shickshinny, 2 reactoren:
  - Susquehanna 1: BWR-4-reactor, 1.135 MW, start bouw in 1973, commercieel in gebruik sinds 1983
  - Susquehanna 2: BWR-4-reactor, 1.140 MW, start bouw in 1973, commercieel in gebruik sinds 1985
- Kerncentrale Three Mile Island te Harrisburg, 1 actieve reactor:
  - Three Mile Island 1: PWR-reactor, 786 MW, start bouw in 1968, commercieel in gebruik sinds 1974
  - Three Mile Island 2: PWR-reactor, 880 MW, start bouw in 1969, commercieel in gebruik sinds 1978, gesloten na kernongeluk van Three Mile Island in 1979
- Kerncentrale Vermont Yankee te Windham County, 1 BWR-4/Mark I containment-reactor, 620 MW, start bouw in 1967, commercieel in gebruik sinds 1972
- Kerncentrale Yankee Rowe te Rowe, 1 PWR-reactor, 167 MW, start bouw in 1957, commercieel in gebruik sinds 1961, gesloten in 1991
- Breazeale Nuclear Reactor (BNR) aan het Pennsylvania State University Radiation Science & Engineering Center (RSEC), in gebruik sinds 1955

#### Regio 2 van deNuclear Regulatory Commission(zuid)
- Kerncentrale Bellefonte te Hollywood, 0 actieve reactoren:
  - Bellefonte 1: PWR-reactor, 1.235 MW, start bouw in 1974, stilgelegd in 1988
  - Bellefonte 2: PWR-reactor, 1.235 MW, start bouw in 1974, stilgelegd in 1988
  - Bellefonte 3: AP-1000-reactor, 1.000 MW, in planning
  - Bellefonte 4: AP-1000-reactor, 1.000 MW, in planning
- Kerncentrale Browns Ferry te Decatur en Athens, 3 reactoren:
  - Browns Ferry 1: BWR-reactor, 1065 MW, start bouw in 1967, commercieel in gebruik sinds 1974
  - Browns Ferry 2: BWR-reactor, 1118 MW, start bouw in 1967, commercieel in gebruik sinds 1975
  - Browns Ferry 3: BWR-reactor, 1114 MW, start bouw in 1968, commercieel in gebruik sinds 1977
- Kerncentrale Brunswick te Brunswick County, 2 reactoren:
  - Brunswick 1: BWR-reactor, 938 MW, start bouw in 1970, commercieel in gebruik sinds 1977
  - Brunswick 2: BWR-reactor, 937 MW, start bouw in 1970, commercieel in gebruik sinds 1975
- Kerncentrale Carolinas-Virginia te Fairfield County, 1 PHWR-reactor, 17 MW, start bouw in 1960, stilgelegd in 1967
- Kerncentrale Catawba te South Carolina, 2 reactoren:
  - Catawba 1: PWR-reactor, 1129 MW, start bouw in 1975, commercieel in gebruik sinds 1985
  - Catawba 2: PWR-reactor, 1129 MW, start bouw in 1975, commercieel in gebruik sinds 1986
- Kerncentrale Crystal River 3 te Crystal River, 1 PWR-reactor, 838 MW, start bouw in 1968, commercieel in gebruik sinds 1977
- Kerncentrale Farley te Dothan, 2 reactoren:
  - Farley 1: PWR-reactor, 851 MW, start bouw in 1972, commercieel in gebruik sinds 1977
  - Farley 2: PWR-reactor, 860 MW, start bouw in 1972, commercieel in gebruik sinds 1981
- Kerncentrale Grand Gulf te Port Gibson, 1 actieve reactor:
  - Grand Gulf 1: BWR-reactor, 1266 MW, start bouw in 1974, commercieel in gebruik sinds 1985
  - Grand Gulf 2: BWR-reactor, 1250 MW, start bouw in 1974, bouw in 1990 gestaakt
- Kerncentrale Hatch te Baxley, 2 reactoren:
  - Hatch 1: BWR-reactor, 876 MW, start bouw in 1969, commercieel in gebruik sinds 1975
  - Hatch 2: BWR-reactor, 883 MW, start bouw in 1972, commercieel in gebruik sinds 1979
- Kerncentrale McGuire te Charlotte, 2 reactoren:
  - McGuire 1: PWR-reactor, 1100 MW, commercieel in gebruik sinds 1981
  - McGuire 2: PWR-reactor, 1100 MW, commercieel in gebruik sinds 1984
- Kerncentrale North Anna te Louisa County, 2 actieve reactoren:
  - North Anna 1: PWR-reactor, 903 MW, start bouw in 1971, commercieel in gebruik sinds 1978
  - North Anna 2: PWR-reactor, 903 MW, start bouw in 1971, commercieel in gebruik sinds 1980
  - North Anna 3: PWR-reactor, 907 MW, start bouw in 1971, bouw in 1982 gestaakt
  - North Anna 4: PWR-reactor, 907 MW, start bouw in 1971, bouw in 1980 gestaakt
- Kerncentrale Oconee te Seneca, 3 reactoren:
  - Oconee 1: PWR-reactor, 846 MW, commercieel in gebruik sinds 1973
  - Oconee 2: PWR-reactor, 846 MW, commercieel in gebruik sinds 1974
  - Oconee 3: PWR-reactor, 846 MW, commercieel in gebruik sinds 1974
- Kerncentrale H. B. Robinson te Hartsville, H. B. Robinson 2: PWR-reactor, 710 MW, start bouw in 1967, commercieel in gebruik sinds 1971
- Kerncentrale Sequoyah te Soddy-Daisy, 2 reactoren:
  - Sequoyah 1: PWR-reactor, 1148 MW, commercieel in gebruik sinds 1981
  - Sequoyah 2: PWR-reactor, 1126 MW, commercieel in gebruik sinds 1982
- Kerncentrale Shearon Harris te New Hill, 1 actieve reactor:
  - Shearon Harris 1: PWR-reactor, 900 MW, start bouw in 1978, commercieel in gebruik sinds 1987
  - Shearon Harris 2: AP1000 PWR-reactor, 1.100 MW, gepland
  - Shearon Harris 3: AP1000 PWR-reactor, 1.100 MW, gepland
- Kerncentrale St. Lucie te Fort Pierce, 2 reactoren:
  - St. Lucie 1: PWR-reactor, 839 MW, start bouw in 1970, commercieel in gebruik sinds 1976
  - St. Lucie 2: PWR-reactor, 839 MW, start bouw in 1977, commercieel in gebruik sinds 1983
- Kerncentrale Virgil C. Summer te Jenkinsville, 1 actieve reactor:
  - Virgil C. Summer 1: PWR-reactor, 966 MW, start bouw in 1973, commercieel in gebruik sinds 1984
  - Virgil C. Summer 2: AP1000 PWR-reactor, gepland
  - Virgil C. Summer 2: AP1000 PWR-reactor, gepland
- Kerncentrale Surry te Surry County, 2 actieve reactoren:
  - Surry 1: PWR-reactor, 799 MW, start bouw in 1968, commercieel in gebruik sinds 1972
  - Surry 2: PWR-reactor, 799 MW, start bouw in 1968, commercieel in gebruik sinds 1973
  - Surry 3: PWR-reactor, 859 MW, start bouw in 1974, bouw uitgesteld in 1977
  - Surry 4: PWR-reactor, 859 MW, start bouw in 1974, bouw uitgesteld in 1977
- Kerncentrale Turkey Point te Homestead, 2 nucleaire reactoren:
  - Turkey Point 3: PWR-reactor, 693 MW, start bouw in 1967, commercieel in gebruik sinds 1972
  - Turkey Point 4: PWR-reactor, 693 MW, start bouw in 1967, commercieel in gebruik sinds 1973
- Kerncentrale Alvin W. Vogtle te Burke County, 2 actieve reactoren:
  - Vogtle 1: PWR-reactor, 1109 MW, start bouw in 1976, commercieel in gebruik sinds 1987
  - Vogtle 2: PWR-reactor, 1127 MW, start bouw in 1976, commercieel in gebruik sinds 1989
  - Vogtle 3: AP1000 PWR-reactor, gepland
  - Vogtle 4: AP1000 PWR-reactor, gepland
- Kerncentrale Watts Bar te Spring City in Rhea County, 1 actieve reactor:
  - 1: PWR-reactor, 1121 MW, start bouw in 1973, commercieel in gebruik sinds 1996
  - 2: PWR-reactor, 1165 MW, start bouw in 1972, in aanbouw

#### Regio 3 van deNuclear Regulatory Commission(midwesten)
- Kerncentrale Big Rock Point te Charlevoix, 1 BWR-reactor, 67 MW, start bouw in 1960, commercieel in gebruik sinds 1963
- Kerncentrale Byron te Ogle County, 2 reactoren:
  - Byron 1: PWR-reactor, 1164 MW, start bouw in 1975, commercieel in gebruik sinds 1985
  - Byron 2: PWR-reactor, 1136 MW, start bouw in 1975, commercieel in gebruik sinds 1987
- Kerncentrale Braidwood te Will County, 2 reactoren:
  - Braidwood 1: PWR-reactor, 1178 MW, start bouw in 1975, commercieel in gebruik sinds 1988
  - Braidwood 2: PWR-reactor, 1152 MW, start bouw in 1975, commercieel in gebruik sinds 1988
- Kerncentrale Clinton te Clinton, 1 actieve reactor:
  - Clinton 1: BWR-reactor, 1044 MW, start bouw in 1976, commercieel in gebruik sinds 1987
  - Clinton 2: BWR-reactor, 933 MW, start bouw in 1975, gepland
- Kerncentrale Davis-Besse te Oak Harbor, 1 actieve reactor:
  - Davis-Besse 1: PWR-reactor, 891 MW, start bouw in 1971, commercieel in gebruik sinds 1978
  - Davis-Besse 2: PWR-reactor, 910 MW, project in 1980 opgegeven
  - Davis-Besse 3: PWR-reactor, 910 MW, project in 1980 opgegeven
- Kerncentrale Donald C. Cook te Bridgman, 2 reactoren:
  - Donald Cook 1: PWR-reactor, 1061 MW, start bouw in 1969, commercieel in gebruik sinds 1975
  - Donald Cook 2: PWR-reactor, 1077 MW, start bouw in 1969, commercieel in gebruik sinds 1978
- Kerncentrale Dresden te Grundy County, 2 actieve reactoren:
  - Dresden 1: BWR-reactor, 197 MW, start bouw in 1956, commercieel in gebruik sinds 1960, gesloten in 1978
  - Dresden 2: BWR-reactor, 867 MW, start bouw in 1966, commercieel in gebruik sinds 1970
  - Dresden 3: BWR-reactor, 867 MW, start bouw in 1966, commercieel in gebruik sinds 1971
- Kerncentrale Duane Arnold te Palo, 1 BWR-reactor, 581 MW, start bouw in 1970, commercieel in gebruik sinds 1975
- Kerncentrale Elk River te Elk River, 1 BWR-reactor, 22 MW, start bouw in 1959, commercieel in gebruik sinds 1964, gesloten in 1968
- Kerncentrale Enrico Fermi te Monroe, 1 actieve reactor:
  - Enrico Fermi 1: kweekreactor, 61 MW, start bouw in 1956, gesloten in 1972
  - Enrico Fermi 2: BWR-reactor, 1111 MW, start bouw in 1972, commercieel in gebruik sinds 1988
  - Enrico Fermi 3: BWR-reactor, gepland
- Kerncentrale Kewaunee te Carlton, 1 PWR-reactor, 556 MW, start bouw in 1968, commercieel in gebruik sinds 1974
- Kerncentrale La Crosse te La Crosse, 1 BWR-reactor, start bouw in 1967, commercieel in gebruik sinds 1973, gesloten in 1987
- Kerncentrale Lasalle te Marseilles, 2 reactoren:
  - Lasalle 1: BWR-reactor, 1118 MW, start bouw in 1973, commercieel in gebruik sinds 1984
  - Lasalle 2: BWR-reactor, 1120 MW, start bouw in 1973, commercieel in gebruik sinds 1984
- Kerncentrale Marble Hill te Hanover, 2 inactieve reactoren:
  - Marble Hill 1: PWR-reactor, start bouw in 1977, bouw gestopt in 1984
  - Marble Hill 2: PWR-reactor, start bouw in 1977, bouw gestopt in 1984
- Kerncentrale Monticello te Monticello, 1 BWR-reactor, 572 MW, start bouw in 1967, commercieel in gebruik sinds 1971
- Kerncentrale Palisades te Van Buren County, 1 PWR-reactor, 778 MW, start bouw in 1967, commercieel in gebruik sinds 1971
- Kerncentrale Perry te North Perry, 1 actieve reactor:
  - Perry 1: BWR-reactor, 1245 MW, start bouw in 1977, commercieel in gebruik sinds 1987
  - Perry 2: BWR-reactor, 1205 MW, in 1984 bouw afgebroken
- Kerncentrale Piqua te Piqua, OMRE-reactor, 12 MW, start bouw in 1960, commercieel in gebruik sinds 1963, gesloten in 1966
- Kerncentrale Point Beach te Two Rivers, 2 reactoren:
  - Point Beach 1: PWR-reactor, 512 MW, start bouw in 1967, commercieel in gebruik sinds 1970
  - Point Beach 2: PWR-reactor, 514 MW, start bouw in 1968, commercieel in gebruik sinds 1972
- Kerncentrale Prairie Island te Red Wing, 2 reactoren:
  - Prairie Island 1: PWR-reactor, 548 MW, commercieel in gebruik sinds 1973
  - Prairie Island 2: PWR-reactor, 548 MW, commercieel in gebruik sinds 1974
- Kerncentrale Quad Cities te Quad Cities, 2 reactoren:
  - Quad Cities 1: BWR-reactor, 912 MWe, commercieel in gebruik sinds 1973
  - Quad Cities 2: BWR-reactor, 912 MWe, commercieel in gebruik sinds 1973
- Kerncentrale Zion te Zion, 2 inactieve reactoren:
  - Zion 1: PWR-reactor, 1040 MW, start bouw in 1968, commercieel in gebruik sinds 1973, gesloten in 1998
  - Zion 2: PWR-reactor, 1040 MW, start bouw in 1968, commercieel in gebruik sinds 1974, gesloten in 1998

#### Regio 4 van deNuclear Regulatory Commission(west)
- Kerncentrale Arkansas One te Russellville, 2 reactoren:
  - Arkansas One 1: PWR-reactor, 836 MW, start bouw in 1968, commercieel in gebruik sinds 1974
  - Arkansas One 2: PWR-reactor, 998 MW, start bouw in 1968, commercieel in gebruik sinds 1980
- Kerncentrale Callaway te Callaway County, 1 actieve reactor:
  - Callaway 1: PWR-reactor, 1190 MW, start bouw in 1976, commercieel in gebruik sinds 1984
  - Callaway 2: PWR-reactor, 1120 MW, start bouw in 1975, bouw in 1981 afgebroken
- Kerncentrale Columbia te Richland, 1 BWR-reactor, 1131 MW, start bouw in 1972, commercieel in gebruik sinds 1984
- Kerncentrale Comanche Peak te Somervell County, 2 reactoren:
  - Comanche Peak 1: PWR-reactor, 1150 MW, start bouw in 1974, commercieel in gebruik sinds 1990
  - Comanche Peak 2: PWR-reactor, 1150 MW, start bouw in 1974, commercieel in gebruik sinds 1993
- Kerncentrale Cooper te Brownville, 1 BWR-reactor, 760 MW, start bouw in 1968, commercieel in gebruik sinds 1974
- Kerncentrale Diablo Canyon te San Luis Obispo County, 2 reactoren:
  - Diablo Canyon 1: PWR-reactor, 1122 MW, start bouw in 1968, commercieel in gebruik sinds 1985
  - Diablo Canyon 2: PWR-reactor, 1087 MW, start bouw in 1970, commercieel in gebruik sinds 1986
- Kerncentrale Fort Calhoun te Fort Calhoun, 1 actieve reactor:
  - Fort Calhoun 1: PWR-reactor, 478 MW, start bouw in 1968, commercieel in gebruik sinds 1973
  - Fort Calhoun 2: PWR-reactor, 1136 MW, plan in 1977 opgegeven
- Kerncentrale Fort St. Vrain te Platteville, 1 HTGR-reactor, 330 MW, start bouw in 1968, commercieel in gebruik sinds 1979, gesloten in 1989
- Kerncentrale Grand Gulf te Port Gibson, 1 actieve reactor:
  - Grand Gulf 1: BWR-reactor, 1266 MW, start bouw in 1974, commercieel in gebruik sinds 1985
  - Grand Gulf 2: BWR-reactor, 1250 MW, start bouw in 1974, bouw in 1990 gestopt
- Kerncentrale Hallam te Hallam, 1 grafietreactor, 75 MW, start bouw in 1959, commercieel in gebruik sinds 1963, gesloten in 1964
- N-reactor te Hanford Site, 1 reactor, met pensioen
- Kerncentrale Humboldt Bay te Eureka, 1 BWR-reactor, 63 MW, start bouw in 1960, commercieel in gebruik sinds 1963, gesloten in 1976
- Kerncentrale Palo Verde te Maricopa County, 3 reactoren:
  - Palo Verde 1: PWR-reactor, 1314 MW, start bouw in 1976, commercieel in gebruik sinds 1986
  - Palo Verde 2: PWR-reactor, 1314 MW, start bouw in 1976, commercieel in gebruik sinds 1986
  - Palo Verde 2: PWR-reactor, 1247 MW, start bouw in 1976, commercieel in gebruik sinds 1986
- Kerncentrale Pathfinder te Sioux Falls, 1 BWR-reactor, 59 MW, in gebruik sinds 1966, gesloten in 1967
- Kerncentrale Rancho Seco te Herald, 1 PWR-reactor, 873 MW, start bouw in 1969, commercieel in gebruik sinds 1975, gesloten in 1989
- Kerncentrale River Bend te St. Francisville, 1 actieve reactor:
  - River Bend 1: BWR-reactor, 967 MW, start bouw in 1977, commercieel in gebruik sinds 1968
  - River Bend 2: BWR-reactor, in 1973 voorgesteld, in 1984 afgewezen
  - River Bend 3: ESBWR-reactor, voorgesteld
- Kerncentrale San Onofre te San Diego County, 2 actieve reactoren:
  - San Onofre 1: PWR-reactor, 436 MW, start bouw in 1964, commercieel in gebruik sinds 1968, gesloten in 1992
  - San Onofre 2: PWR-reactor, 1070 MW, start bouw in 1974, commercieel in gebruik sinds 1983
  - San Onofre 2: PWR-reactor, 1070 MW, start bouw in 1974, commercieel in gebruik sinds 1984
- Sodium Reactor Experiment te Simi Valley, 1 -reactor, 20 MW, start bouw in 1954, commercieel in gebruik sinds 1957, gesloten in 1964
- Kerncentrale South Texas te Bay City, 2 reactoren:
  - South Texas 1: PWR-reactor, 1280 MW, start bouw in 1975, commercieel in gebruik sinds 1988
  - South Texas 2: PWR-reactor, 1280 MW, start bouw in 1975, commercieel in gebruik sinds 1989
- Kerncentrale Trojan te Rainier, 1 PWR-reactor, 1095 MW, start bouw in 1970, commercieel in gebruik sinds 1976, gesloten in 1996
- Missouri University of Science and Technology Nuclear Reactor te Rolla, 1 pool type-reactor, actief in 1961
- Vallecitos Nuclear Center te Alameda County, Vallecitos boiling water reactor (BWR), 24 MW, start bouw in 1956, commercieel in gebruik sinds 1957, gesloten in 1963
- Kerncentrale Waterford te St. Charles Parish, Waterford-3: PWR-reactor, 1152 MW, start bouw in 1974, commercieel in gebruik sinds 1985
- Kerncentrale Wolf Creek te Burlington, 1 PWR-reactor, 1166 MW, start bouw in 1977, commercieel in gebruik sinds 1985

### Reactoren voor plutoniumproductie
- Hanford Site, Washington
  - B-Reactor - behouden als museum
  - F-Reactor - gesloten en ingekapseld
  - D-Reactor - gesloten en ingekapseld
  - H-Reactor - gesloten, wordt ingekapseld
  - DR-Reactor - gesloten en ingekapseld
  - C-Reactor - gesloten en ingekapseld
  - KE-Reactor - gesloten en ingekapseld
  - KW-Reactor - gesloten en ingekapseld
  - N-Reactor - gesloten en ingekapseld
- Savannah River Site, South Carolina
  - R-Reactor (zwaar water) - controle en onderhoudsmodus
  - P-Reactor (zwaar water) - controle en onderhoudsmodus
  - L-Reactor (zwaar water) - controle en onderhoudsmodus
  - K-Reactor (zwaar water) - controle en onderhoudsmodus
  - C-Reactor (zwaar water) - controle en onderhoudsmodus

### Army Nuclear Power Program
- SM-1
- SM-1A
- PM-2A
- PM-1
- PM-3A
- MH-1A
- SL-1
- ML-1

### Onderzoeksreactoren
- Arkansas-Southwest Experimental Fast Oxide Reactor, Arkansas
  - SEFOR - gesloten in 1972
- Argonne National Laboratory, Illinois (en Idaho)
  - ALPR; zie ook SL-1/ALPR[3]
  - AFSR - gesloten[4]
  - BORAX-I - opzettelijk vernield[5]
  - BORAX-II - gesloten[6]
  - BORAX-III - gesloten[7]
  - BORAX-IV - gesloten[8]
  - BORAX-V - gesloten (1964)[9]
  - CP-1 - Chicago Pile 1 (verplaatst en hernoemd tot Chicago Pile 2 in 1943) - gesloten[10],[11]
  - CP-3 - Chicago Pile 3 - gesloten[12]
  - CP-5 - Chicago Pile 5 - gesloten (1979)[13]
  - EBR-I - Experimental Breeder Reactor I (oorspronkelijk CP-4) - gesloten[14]
  - EBR-II - Experimental Breeder Reactor II - gesloten[15]
  - EBWR - Experimental Boiling Water Reactor - gesloten[16]
  - LMFBR - Liquid Metal Fast Breeder Reactor - gesloten
  - JANUS reactor - gesloten (1992)[17]
  - JUGGERNAUT - gesloten[18]
  - IFR - Integral Fast Reactor - nooit gebruikt[19][20]
  - MTR - Shut Down[21]
  - SL-1/ALPR - Stationary Low Power Plant - gesloten[3]
  - S1W/STR - gesloten[22]
  - TREAT - gesloten[23]
  - ZPPR - Zero Power Physics Reactor (voorheen Zero Power Plutonium Reactor) - Standby[24],[25]
  - ZPR-III - gesloten[26]
  - ZPR-6 - Gesloten in 1982[27]
  - ZPR-7 - Gesloten[28]
  - ZPR-9 - gesloten in 1981[29]
- Brookhaven National Laboratory, Upton, New York
  - High Flux Beam Reactor - gesloten in 1999
  - Medical Research Reactor - gesloten in 2000
  - Brookhaven Graphite Research Reactor - gesloten in 1968
- Hanford Site, Washington
  - Fast Flux Test Facility - gedeactiveerd
- Idaho National Laboratory, Idaho
  - ARMF-I - gesloten
  - AMRF-II - gesloten
  - ATR – in gebruik
  - ATRC – in gebruik
  - CRCE - gesloten
  - CFRMF - gesloten
  - CET - gesloten
  - Experimental Test Reactor - gesloten
  - ETRC – gesloten
  - EBOR – nooit in gebruik genomen
  - ECOR - nooit in gebruik genomen
  - 710 - gesloten
  - GCRE - Gas Cooled Reactor Experiment - gesloten
  - HTRE-1 - Heat Transfer Reactor Experiment 1 - gesloten
  - HTRE-2 - Heat Transfer Reactor Experiment 2 - gesloten
  - HTRE-3 - Heat Transfer Reactor Experiment 3 - gesloten
  - 603-A - gesloten
  - HOTCE - gesloten
  - A1W-A - gesloten
  - A1W-B - gesloten
  - LOFT - gesloten
  - ML-1 - Mobil Low Power Plant - gesloten
  - S5G - gesloten
  - NRAD – in gebruik
  - FRAN - gesloten
  - OMRE - gesloten
  - PBF - gesloten
  - RMF - gesloten
  - SUSIE – in gebruik
  - SPERT-I - gesloten
  - SPERT-II - gesloten
  - SPERT-III - gesloten
  - SPERT-IV - gesloten
  - SCRCE - gesloten
  - SNAPTRAN-1 - gesloten
  - SNAPTRAN-2 - gesloten
  - SNAPTRAN-3 - gesloten
  - THRITS - gesloten
- Los Alamos National Laboratory, New Mexico
  - UHTREX - gesloten
  - Omega West Reactor (OWR) - gesloten
  - Clementine - gesloten
- Nevada Test Site, Nevada
  - BREN Tower
- Oak Ridge National Laboratory, Tennessee
  - X-10 Graphite Reactor - gesloten
  - Aircraft Reactor Experiment - gesloten
  - Oak Ridge Research Reactor - gesloten
  - Bulk Shielding Reactor - gesloten
  - Tower Shielding Reactor - gesloten
  - Molten-Salt Reactor Experiment - gesloten
  - High Flux Isotope Reactor – in gebruik
- Savannah River Site, South Carolina
  - HWCTR - Heavy Water Components Test Reactor – gesloten en deels ontmanteld
- Santa Susana Field Laboratory, Simi Hills, Californië
  - Sodium Reactor Experiment – ongeluk in 1959, gesloten in 1964
  - SNAP-10A – gesloten in 1965

#### Niet-militair onderzoek en testreactoren met licentie
- Aerotest Operations Inc., te San Ramon, Californië, TRIGA Mark I, 250 kW
- Armed Forces Radiobiology Research Institute, te Bethesda, Maryland, TRIGA Mark F, 1 MW
- Dow Chemical Company, te Midland, Michigan TRIGA Mark I, 300 kW
- General Electric Company, te Sunol, Californië, "Nuclear Test", 100 kW
- Idaho State University te Pocatello, Idaho, AGN-201 #103, 50 W, in bedrijf sinds 1967
- Kansas State University te Manhattan, Kansas, TRIGA Mark II, 1250 kW, in bedrijf sinds 1962
- Massachusetts Institute of Technology, te Cambridge, Massachusetts, Tank Type HWR Reflected (MITR-II), 6 MW, in bedrijf sinds 1958
- Missouri University of Science and Technology, te Rolla, Missouri Pool, 200 kW, in bedrijf sinds 1961
- National Institute of Standards and Technology, te Gaithersburg, Maryland, Zwaar water Tank type, 20 MW, in bedrijf sinds 1967
- North Carolina State University, te Raleigh, North Carolina, Pulstar, 1 MW, in bedrijf sinds 1973
- Ohio State University, te Columbus, Ohio, Pool (afgeleid van Lockheed) 500 kW, in bedrijf sinds 1961
- Oregon State University, te Corvallis, Oregon, TRIGA Mark II (OSTR), 1.1 MW, in bedrijf sinds 1967
- Pennsylvania State University, te University Park, Pennsylvania, BNR Reactor, 1.1 MW, in bedrijf sinds 1955
- Purdue University, te West Lafayette, Indiana, Lockheed, 1 kW, in bedrijf sinds 1962
- Reed College, te Portland, Oregon, TRIGA Mark I (RRR), 250 kW, in bedrijf sinds 1968
- Rensselaer Polytechnic Institute, te Troy, New York, Critical Assembly
- Rhode Island Atomic Energy Commission/University of Rhode Island, te Narragansett, Rhode Island, GE Pool, 2 MW
- Texas A&M University, te College Station, Texas, 2 actieve reactoren:
  - AGN-201M #106, 5 W
  - TRIGA Mark I, 1 MW
- University of Arizona, te Tucson, Arizona, TRIGA Mark I, 110 kW, in bedrijf sinds 1958
- University of California - Davis, te Sacramento, Californië, TRIGA Mark II, 2.3 MW, in bedrijf sinds 13 augustus 1998
- University of California - Irvine te Irvine, Californië, TRIGA Mark I, 250 kW, in bedrijf sinds 1969
- University of Florida, te Gainesville, Florida, Argonaut class reactorArgonaut (UFTR), 100 kW, in bedrijf sinds 1959
- University of Maryland, College Park, te College Park, Maryland, TRIGA Mark I, 250 kW, in bedrijf sinds 1960
- University of Massachusetts Lowell te Lowell, Massachusetts, Pool, 1 MW
- University of Missouri, te Columbia, Missouri, UMRR 10 MW, in bedrijf sinds 1966
- University of New Mexico, te Albuquerque, New Mexico, AGN-201M #112
- University of Texas at Austin, te Austin, Texas, TRIGA Mark II 1.1 MW
- University of Utah, te Salt Lake City, Utah, TRIGA Mark I 100 kW
- University of Wisconsin–Madison, te Madison, Wisconsin, TRIGA Mark I 1 MW, in bedrijf sinds 1961
- U.S. Geological Survey, te Denver, Colorado, TRIGA Mark I, 1 MW
- United States Department of Veterans Affairs/U.S. Veterans Administration, te Omaha, Nebraska, TRIGA Mark I, 20 kW
- Washington State University, te Pullman, Washington, TRIGA Conversion (WSUR), 1 MW, in bedrijf sinds 7 maart 1961

#### Stilgelegd of met aangepaste vergunning
(Deze onderzoeks- en testreactoren hebben toestemming om de reactor te ontmantelen om na een laatste controle de vergunning te beëindigen.)
- General Atomics, te San Diego, Californië (twee reactoren)
- National Aeronautics and Space Administration, te Sandusk, Ohio (twee reactoren)
- University of Illinois at Urbana-Champaign, te Urbana, Illinois
- University of Michigan, te Ann Arbor, Michigan

#### Met een beperkte vergunning (slechts bezit)
(Deze onderzoeks- en testreactoren zijn niet meer actief, er is slechts een toestemming om het nucleaire materiaal te beheren.)
- General Electric Company, te Sunol, Californië (twee onderzoeks- en proefreactoren, één reactor voor energieopwekking)
- Nuclear Ship Savannah, te James River Reserve Fleet, Virginia (een reactor voor energieopwekking)
- University at Buffalo
- U.S. Veterans Administration, te Omaha, Nebraska
- Worcester Polytechnic Institute, te Worcester, Massachusetts

## Vietnam
- TRIGA Mark II in Đà Lạt, geleverd door de Verenigde Staten in 1963, gesloten in 1975, gereactiveerd door de Sovjet-Unie in 1984
- Kerncentrale Phuoc Dinh te
  - Phuoc Dinh 1: VVER-1000/392-reactor, 1.000 MW, gepland
  - Phuoc Dinh 2: VVER-1000/392-reactor, 1.000 MW, gepland

## Wit-Rusland
- In Sosny
  - IRT onderzoeksreactor (gesloten in 1988)
  - "Pamir" - mobiele nucleaire reactor test (gesloten in 1986)

## Zuid-Afrika

### Reactoren elektriciteitscentrale
- Kerncentrale Koeberg te Melkbosstrand, 2 reactoren:
  - Koeberg-1: PWR-reactor, 920 MWe, start bouw in 1976, commercieel in bedrijf sinds 1984
  - Koeberg-2: PWR-reactor, 920 MWe, start bouw in 1976, commercieel in bedrijf sinds 1985

### Onderzoeksreactoren
- Pelindaba te Pretoria
  - SAFARI-1, bassinreactor, 20 MW
  - SAFARI-2, ontmanteld in 1970

## Zuid-Korea

### Reactoren elektriciteitscentrale
- Kerncentrale Kori te Gijang-gun, 7 actieve reactoren:
  - Kori 1: PWR-reactor, 587 MWe, actief in 1977, commercieel in bedrijf sinds 1978 en gesloten in 2017
  - Kori 2: PWR-reactor, 650 MWe, actief in 1983, commercieel in bedrijf sinds 1983
  - Kori 3: PWR-reactor, 950 MWe, actief in 1985, commercieel in bedrijf sinds 1985
  - Kori 4: PWR-reactor, 950 MWe, actief in 1985, commercieel in bedrijf sinds 1986
  - Shin-Kori 1: OPR-1000 PWR-reactor, 1000 MWe, actief in 2010, commercieel in bedrijf sinds 2011
  - Shin-Kori 2: OPR-1000 PWR-reactor, 1000 MWe, commercieel in bedrijf sinds 2012
  - Shin-Kori 3: APR-1400 PWR-reactor, 1400 MWe, commercieel in bedrijf sinds 2016
  - Shin-Kori 4: APR-1400 PWR-reactor, 1400 MWe, commercieel in bedrijf sinds 2019
  - Shin-Kori 5: APR-1400 PWR-reactor, 1400 MWe, in aanbouw
  - Shin-Kori 6: APR-1400 PWR-reactor, 1400 MWe, in aanbouw
- Kerncentrale Uljin te Uljin, 6 actieve reactoren:
  - Uljin 1: PWR-reactor, 950 MWe, commercieel in bedrijf sinds 1988
  - Uljin 2: PWR-reactor, 950 MWe, commercieel in bedrijf sinds 1989
  - Uljin 3: KSNP-reactor, 1000 MWe, commercieel in bedrijf sinds 1998
  - Uljin 4: KSNP-reactor, 1000 MWe, commercieel in bedrijf sinds 1999
  - Uljin 5: KSNP-reactor, 1000 MWe, commercieel in bedrijf sinds 2004
  - Uljin 6: KSNP-reactor, 1000 MWe, commercieel in bedrijf sinds 2005
  - Shin Ulchin 1: APR-1400 PWR-reactor, 1400 MWe, gepland
  - Shin Ulchin 2: APR-1400 PWR-reactor, 1400 MWe, gepland
- Kerncentrale Wolseong te Gyeongju, 4 actieve reactoren:
  - Wolseong 1: CANDU-reactor, 679 MWe, commercieel in bedrijf sinds 1983
  - Wolseong 2: CANDU-reactor, 700 MWe, commercieel in bedrijf sinds 1997
  - Wolseong 3: CANDU-reactor, 700 MWe, commercieel in bedrijf sinds 1998
  - Wolseong 4: CANDU-reactor, 700 MWe, commercieel in bedrijf sinds 1999
  - Shin Wolseong 1: OPR-1000 PWR-reactor, 1000 MWe, in aanbouw/ontwikkeling
  - Shin Wolseong 2: OPR-1000 PWR-reactor, 1000 MWe, in aanbouw/ontwikkeling
- Kerncentrale Yeonggwang te Yeonggwang, 6 actieve reactoren:
  - Yeonggwang 1: PWR-reactor, 950 MWe, commercieel in bedrijf sinds 1986
  - Yeonggwang 2: PWR-reactor, 950 MWe, commercieel in bedrijf sinds 1987
  - Yeonggwang 3: System 80 PWR-reactor, 1000 MWe, commercieel in bedrijf sinds 1995
  - Yeonggwang 4: System 80 PWR-reactor, 1000 MWe, commercieel in bedrijf sinds 1996
  - Yeonggwang 5: KSNP PWR-reactor, 1000 MWe, commercieel in bedrijf sinds 2002
  - Yeonggwang 6: KSNP PWR-reactor, 1000 MWe, commercieel in bedrijf sinds 2002

### Onderzoeksreactoren
- Aerojet General Nucleonics Model 201 onderzoeksreactor
- HANARO, MAPLE-klassereactor
- TRIGA General Atomics Mark II (TRIGA-Mark II) onderzoeksreactor

## Zweden

### Reactoren elektriciteitscentrales
- Kerncentrale Barsebäck te Barsebäck, 2 inactieve reactoren:
  - Barsebäck 1: BWR-reactor, 630 MW, actief sinds 1975, gesloten in 1999
  - Barsebäck 2: BWR-reactor, 630 MW, actief sinds 1977, gesloten in 2005
- Kerncentrale Forsmark te Forsmark, 3 actieve reactoren:
  - Forsmark 1: BWR-reactor, 1.018 MW, in gebruik sinds 1980
  - Forsmark 2: BWR-reactor, 960 MW, in gebruik sinds 1981
  - Forsmark 3: BWR-reactor, 1.230 MW, in gebruik sinds 1985
- Kerncentrale Oskarshamn te Oskarshamn, 3 actieve reactoren:
  - Oskarshamn 1: BWR-reactor, 500 MW, start bouw in 1966, commercieel in gebruik sinds 1972
  - Oskarshamn 2: BWR-reactor, 630 MW, start bouw in 1969, commercieel in gebruik sinds 1975
  - Oskarshamn 3: BWR-reactor, 1.200 MW, start bouw in 1980, commercieel in gebruik sinds 1985
- Kerncentrale Ringhals te Varberg, 4 reactoren:
  - Ringhals 1: BWR-reactor, 860 MW, start bouw in 1969, commercieel in gebruik sinds 1976
  - Ringhals 2: PWR-reactor, 870 MW, start bouw in 1970, commercieel in gebruik sinds 1975 - gesloten in december 2019[2]
  - Ringhals 3: PWR-reactor, 920 MW, start bouw in 1962, commercieel in gebruik sinds 1981
  - Ringhals 4: PWR-reactor, 910 MW, start bouw in 1963, commercieel in gebruik sinds 1983

### Onderzoeks- en productiereactoren
- R1-reactor aan het Royal Institute of Technology in Stockholm voor onderzoek, 1 MW, actief in 1954-1970, ontmanteld
- R2 bij Studsvik voor onderzoek en de productie van isotopen voor de industrie, 50 MW, actief in 1960-2005, gesloten
- R2-0 bij Studsvik voor onderzoek en de productie van isotopen voor de industrie, 1 MW, actief in 1960-2005, gesloten
- R3 / kerncentrale Ågesta in Farsta (Stockholm), voor de warmtedistributie,
- R4-reactor in Marviken, voor onderzoek en de productie van plutonium, nooit voltooid, in 1970 verlaten
- FR-0 te Studsvik, voor onderzoek en zero-power snelle reactor, actief in 1964-1971, ontmanteld

## Zwitserland

### Reactoren elektriciteitscentrales
- Kerncentrale Beznau te Döttingen, 2 reactoren:
  - Beznau 1: PWR-reactor, 365 MW, start bouw in 1965, commercieel in gebruik sinds 1969
  - Beznau 2: PWR-reactor, 365 MW, start bouw in 1968, commercieel in gebruik sinds 1971
- Kerncentrale Gösgen te Däniken, 1 PWR-reactor, 970 MW, start bouw in 1973, commercieel in gebruik sinds 1979
- Kerncentrale Leibstadt te Leibstadt, 1 BWR-reactor, 1165 MW, start bouw in 1974, commercieel in gebruik sinds 1984
- Kerncentrale Mühleberg te Mühleberg, 1 BWR-reactor, 373 MW, start bouw in 1967, commercieel in gebruik sinds 1972 - gesloten eind december 2019[2]

### Onderzoeksreactoren
- SAPHIR, pool reactor. actief sinds 1957, gesloten in 1993 aan het Paul Scherrer Institut
- DIORIT, HW gekoeld en moderated, actief sinds 1960, gesloten in 1977, aan het Paul Scherrer Institut
- Proteus, Null-power reconfigurable reactor (graphite moderator/reflector), actief, aan het Paul Scherrer Institut
- Lucens, Prototype power reactor (GCHWR), 30 MWth/6 MWe, gesloten in 1969 na accident, locatie ontmanteld
- CROCUS, Null-power light water reactor, actief, aan de École polytechnique fédérale de Lausanne